# Boulevards du Maréchal Józef Piłsudski à Włocławek
 (juin 2020).

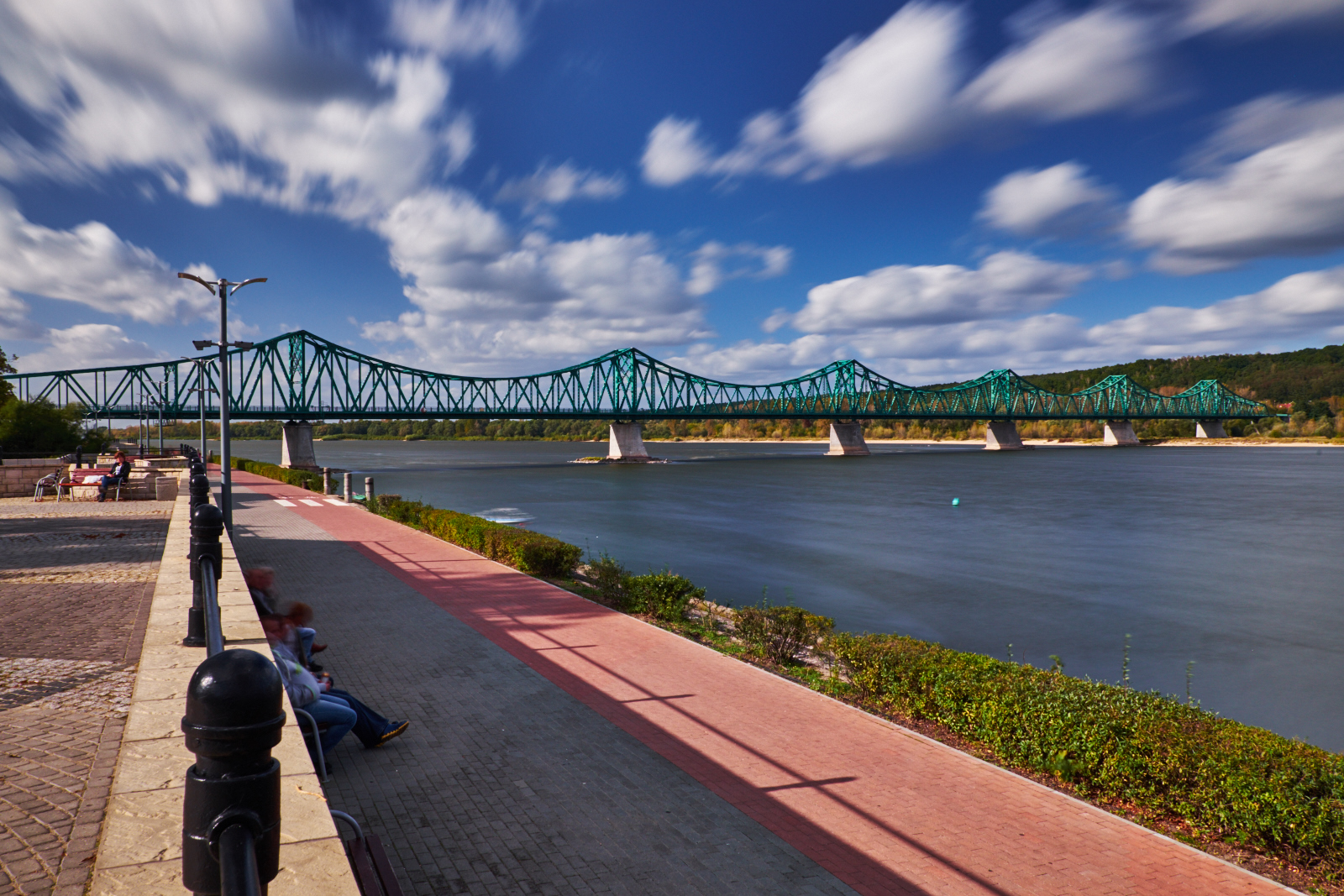
Boulevards du Maréchal Józef Piłsudski à Włocławek

Le boulevard du Maréchal Józef Piłsudski, est une rue de la ville de Włocławek, située le long de la rive gauche de la Vistule, agrémentée d'une promenade adjacente qui traverse la rivière Zgłowiączka. Auparavant, elle a porté les noms de Nadbrzeżna (XIXe siècle), de Bulwarowa (XIXe siècle-1945) et de Boulevard du Parti ouvrier unifié polonais (1945-1989). Au XIXe siècle, elle était communément appelée Bulwarek (instrumental du mot Bulwark). 
Dans cette rue, on trouve une aire de jeux pour enfants, une salle de gymnastique en plein air, des pistes cyclables (on trouve d'ailleurs 27 porte-vélos le long de la rue) et des promenades pour piétons, ainsi qu'un parking de 30 places. Le long de la promenade, il y a 13 terrasses d'observation avec différents arbres et arbustes. Sur l'une des terrasses, située en face de l'église Saint-Jean-Baptiste se trouvent les armes de la ville disposées en forme de cube, ainsi que les distances par rapport aux plus importantes villes polonaises et mondiales, ainsi que d'autres motifs, comme le poisson (symbole du christianisme). On y trouve également des stands de café et de glaces. La scène flottante sur la Vistule est attachée à la promenade, et des chaises pour les spectateurs sont installées en face,. 
Les boulevards à Włocławek sont situés sur la Véloroute de la Vistule.

## Histoire

### L'occupation russe (1840-1914)

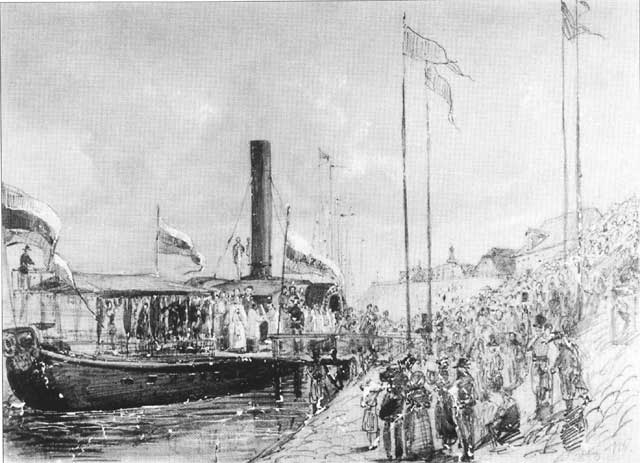
Baptême du navire «Włocławek» dans le dessin de Wojciech Gerson

La rue a été balisée en 1840. Elle s'appelait alors la rue Nadbrzeżna et s'étendait de la rue Gdańska à la rue Koniec, qui n'existe plus aujourd'hui, située près de l'actuelle rue Bechiego. Le nom de cette rue était lié au fait qu'en réalité, il y avait la fin des bâtiments de la ville. Au départ, c'était une route non aménagée et sablonneuse, souvent inondée par la Vistule.
Dans les années 1844-1846, la rue a été aménagée et pavée. À cette époque, les bâtiments se composaient principalement de greniers et de maisons de pêcheurs. L'accès à la côte du port a été facilité et des balustrades en bois ont été installées pour séparer la rue de la Vistule. Ces balustrades étaient utilisées pour suspendre le cuir afin de le faire sécher après l'abattage du bétail dans un abattoir situé dans la rue Towarowa toute proche. En hiver, lorsque la Vistule était gelée, le sang frais attirait les loups vivant dans les forêts de Szpetal, la rue était donc considérée comme très dangereuse. Le sang et les déchets de l'abattoir s'écoulaient dans les égouts, d'où ils descendaient vers la Vistule avec la pluie, ce qui attirait des chiens errants qui se nourrissaient de ces déchets. 
En 1853, un bateau à vapeur appelé Włocławek a été baptisé sur le Boulevard.
Dans le grenier à blé au coin du boulevard et de la rue Browarna, des personnes soupçonnées d'avoir participé à l'insurrection de Janvier 1863 ont été enfermées. De plus, dans le grenier à blé au coin de la rue Rybacka, les participants à la première conscription après l'insurrection de 1865 ont été emprisonnés et persécutés.
Construit en 1865, le pont flottant reliait le quartier central de Włocławek (en polonais: Śródmieście) à un village contemporain de Szpetal Dolny (aujourd'hui Zawiśle). Cela a fait revivre la rue Bulwarowa et ses alentours. Elle est devenue le lieu de promenade des habitants de Wloclawek, ainsi qu'un lieu prisé des pêcheurs. De nombreux bateaux et radeaux sont amarrés le long du boulevard. L'existence d'un passage permanent sur la Vistule a donné une importance stratégique à la rue. 
Dès le XIXe siècle, les balustrades en bois ont été remplacées par des balustrades en métal. Parmi les entrepreneurs des barrières se trouvait, entre autres, Fabryka Urządzeń Technicznych «Wisła» de Włocławek. 
En 1887, l'association d'aviron de Włocławek a été créée. Grâce à cela, les boulevards sont devenus le témoin des régates qui se déroulaient sur la Vistule. Le premier siège de l'association se trouvait dans la rue Bulwarowa, au numéro 7. 
Dans la seconde moitié du XIXe siècle, Izabela Zbiegniewska vivait et donnait des leçons particulières dans une maison appartenant à Ciechowicz de la rue Bulwarowa. 
En 1910, la société «Krater» a installé son activité au numéro 19 du boulevard, où elle avait son propre chantier naval. 3 navires y ont été construits: «Wilanów», «Kolo» et «Hetman». 

### Première Guerre mondiale (1914-1918)
Pendant l'occupation allemande de la ville au cours de la Première Guerre mondiale, la rue abritait le commandement de la flotte de guerre allemande (commandée par le capitaine Lerche) et le département de la construction (commandé par le capitaine Hoebel). 
En 1914, les russes qui battaient en retraite ont brûlé le pont flottant, reconstruit en 1915 par l'administration allemande.
En novembre 1918, il y eut une escarmouche entre l'armée allemande et la division récemment formée des légions polonaises de Włocławek. Les barges amarrées contenant du matériel militaire ont été particulièrement défendues. Deux légionnaires sont morts dans cette escarmouche, alors que les allemands ont quitté la ville.

### Guerre soviéto-polonaise et l'entre-deux-guerres (1918-1939)

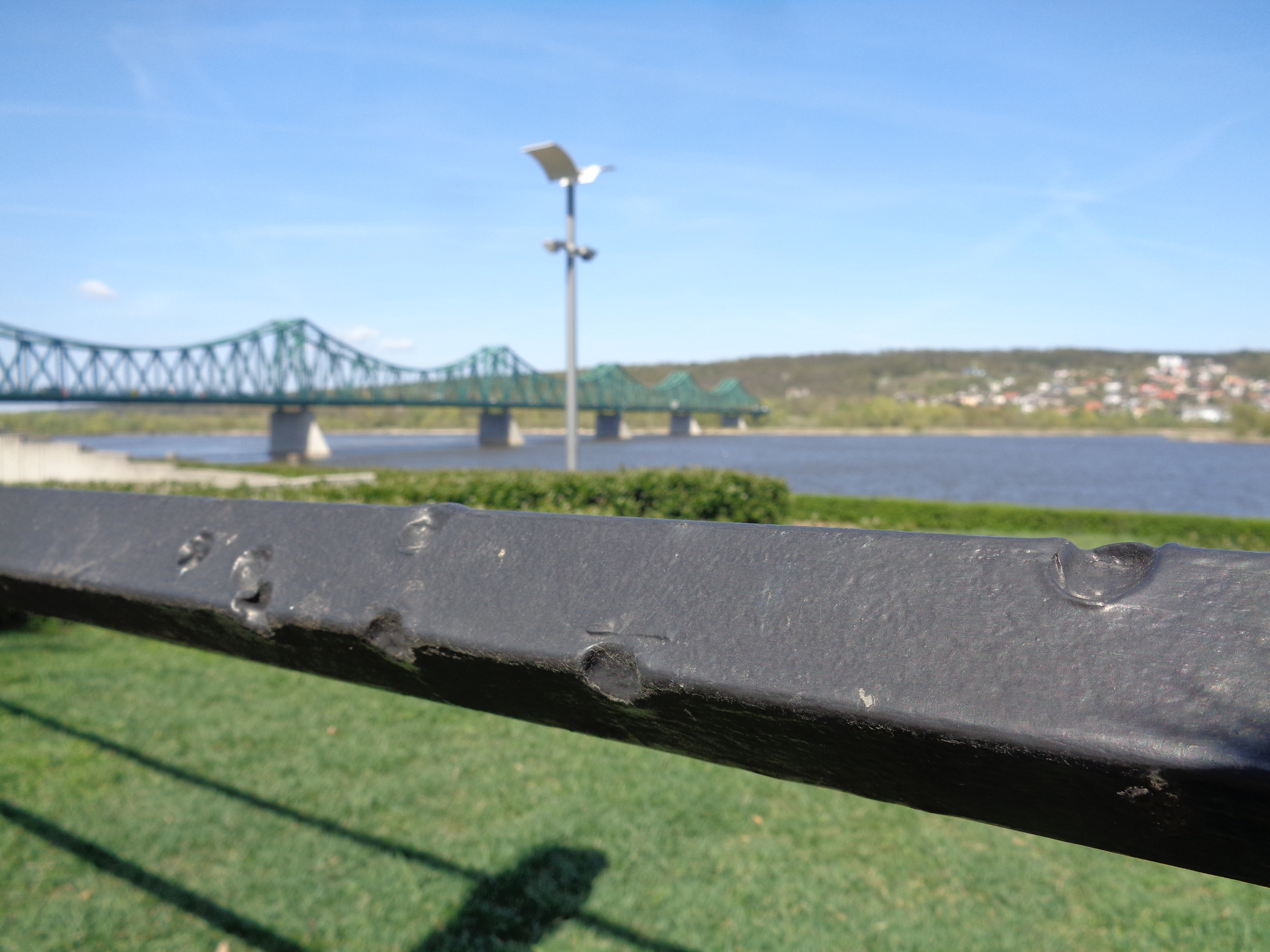
Traces des balles tirées lors de bataille de 1920 dans la clôture des Boulevards

En 1920, pendant la guerre soviéto-polonaise, le pont flottant a été brûlé par l'armée polonaise afin de rendre difficile la traversée de la Vistule par les bolcheviks. 
En août 1920, une bataille a eu lieu entre les forces polonaises en défense qui occupaient la rive gauche de la Vistule et les forces bolcheviques en progression qui occupaient la rive droite. Dans la rue Bulwarowa, des tranchées ont été construites, à partir desquelles les soldats polonais ont échangé des tirs avec les Soviétiques. Dans les tranchées, on trouvait également des infirmières, des prêtres qui portaient la dernière onction pour les soldats, et des volontaires qui distribuaient de la nourriture. Au cours de la bataille, près de 40 personnes sont mortes, dont des volontaires. Les maisons résidentielles de la rue Bulwarowa et du palais de l'évêque ont été détruites. L'église de Saint-Jean a également été endommagée. Certaines traces de balles tirées lors de cette bataille se trouvent toujours dans la clôture des boulevards.
Le pont flottant a été reconstruit en 1922. Il a finalement été démantelé en 1938, après la construction d'un nouveau pont en acier. 
En 1930, un monument au maréchal Józef Piłsudski a été érigé dans la rue, au centre d'une place spécialement aménagée. La construction du monument était une manifestation du culte de Józef Piłsudski. Le monument a été démoli par l'occupant nazi en 1940, alors que la place existe toujours à cet endroit. 
En 1937, le nouveau pont Edward Rydz-Śmigły a été officiellement inauguré. Le ruban a été coupé par le patron du pont lui-même.     
Pendant l'entre-deux-guerres, le boulevard était traditionnellement le lieu de célébration de l'anniversaire de la bataille de 1920. Des délégations d'associations, l'armée, le clergé et les habitants de la ville s'y sont réunis. Depuis 1922, une marche a été organisée, de la place de Saxe de l'époque (aujourd'hui la Place de la Liberté) vers le boulevard. À ce même endroit, une revue de l'armée a été faite et l'hymne a été chanté. Ces célébrations n'ont pour la plupart pas été organisées le 15 août, comme c'est le cas actuellement, mais elles ont eu lieu entre le 12 et le 27 août.    
À l'époque de la République populaire de Pologne, cette fête n'a pas été célébrée, mais après 1989, les principales célébrations du Miracle de la Vistule ont eu lieu devant la statue des défenseurs de la Vistule tombés au combat (Pomnik Poległych Obrońców Wisły).

### République populaire de Pologne (1945-1989)

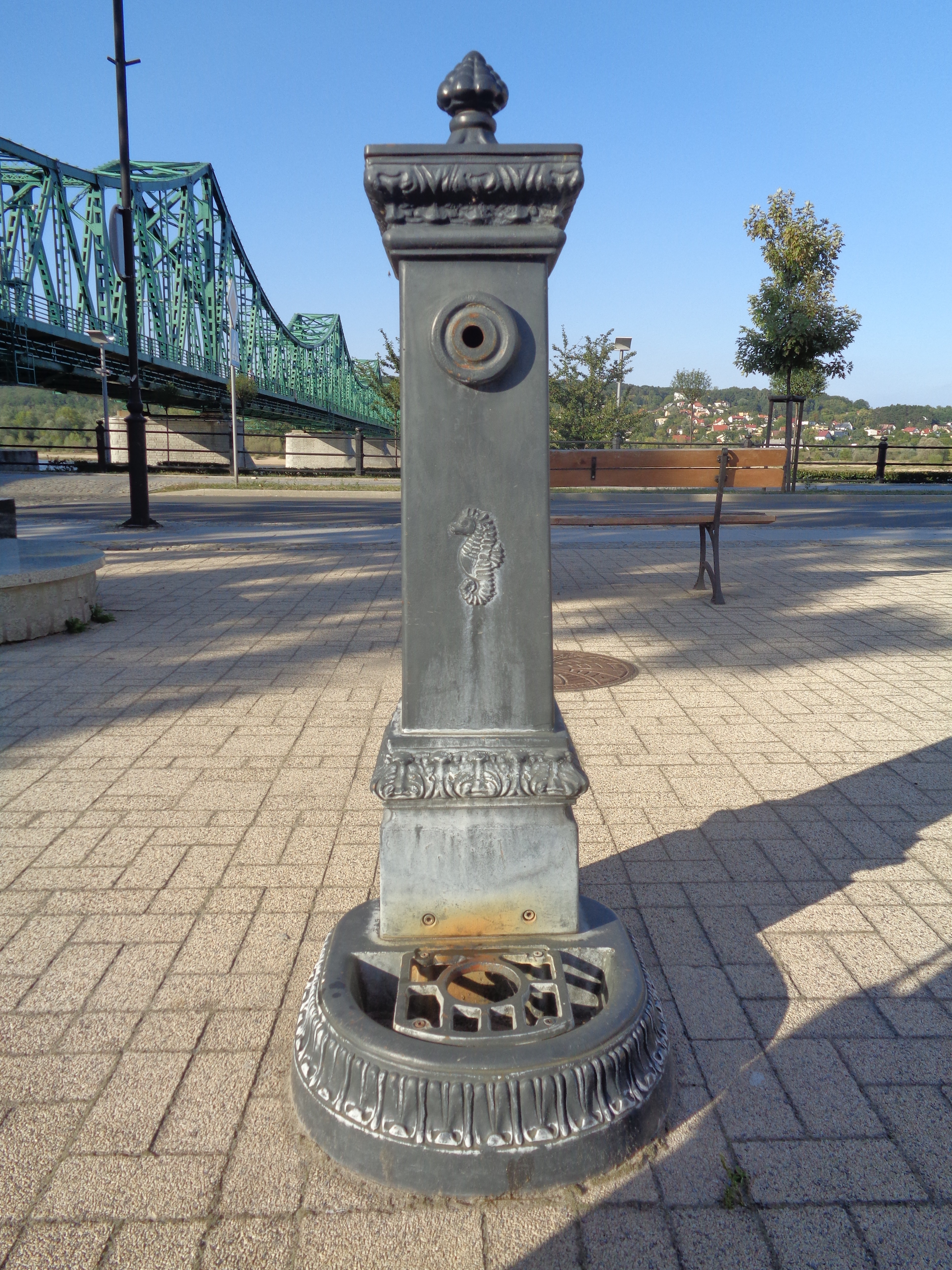
Bouche d'incendie décorative dans la rue Boulevards du Maréchal Józef Piłsudski à Włocławek

Pendant la République populaire de Pologne, la rue a pris pour patron le Parti ouvrier unifié polonais. Le 14 décembre 1978, sur la place située à la place de l'ancien monument de Piłsudski, la cérémonie d'inauguration du Monument aux Travailleurs a eu lieu. À partir de 1979, le monument est devenu le point de départ des défilés du Premier Mai à Włocławek. Il était prévu, dans le cadre de la décommunisation de 1989, de démolir le monument, ce qui n'a finalement pas été fait.   
Dans les années 1980, le port de Włocławek a été liquidé, ce qui a réduit le trafic dans cette rue.    

### Troisième République (depuis 1989)
En mai 2010, la promenade a été inondée.
En 2010-2011, les boulevards ont été profondément modernisés. De nouveaux chemins et trottoirs ont été créés et des bancs ont été installés. C'est alors qu'un gymnase extérieur, une aire de jeux pour enfants, un parking et des terrasses d'observation ont été créés,. En 2013, la scène flottante sur la Vistule a été construite avec des chaises pour les spectateurs.   
En 2013, les deux rives de la rivière Zgłowiączka ont été reliées par une passerelle, et l'année suivante, le port fluvial de Jerzy Bojańczyk a été mise en service. 

## Bâtiments

### Bâtiments contemporains

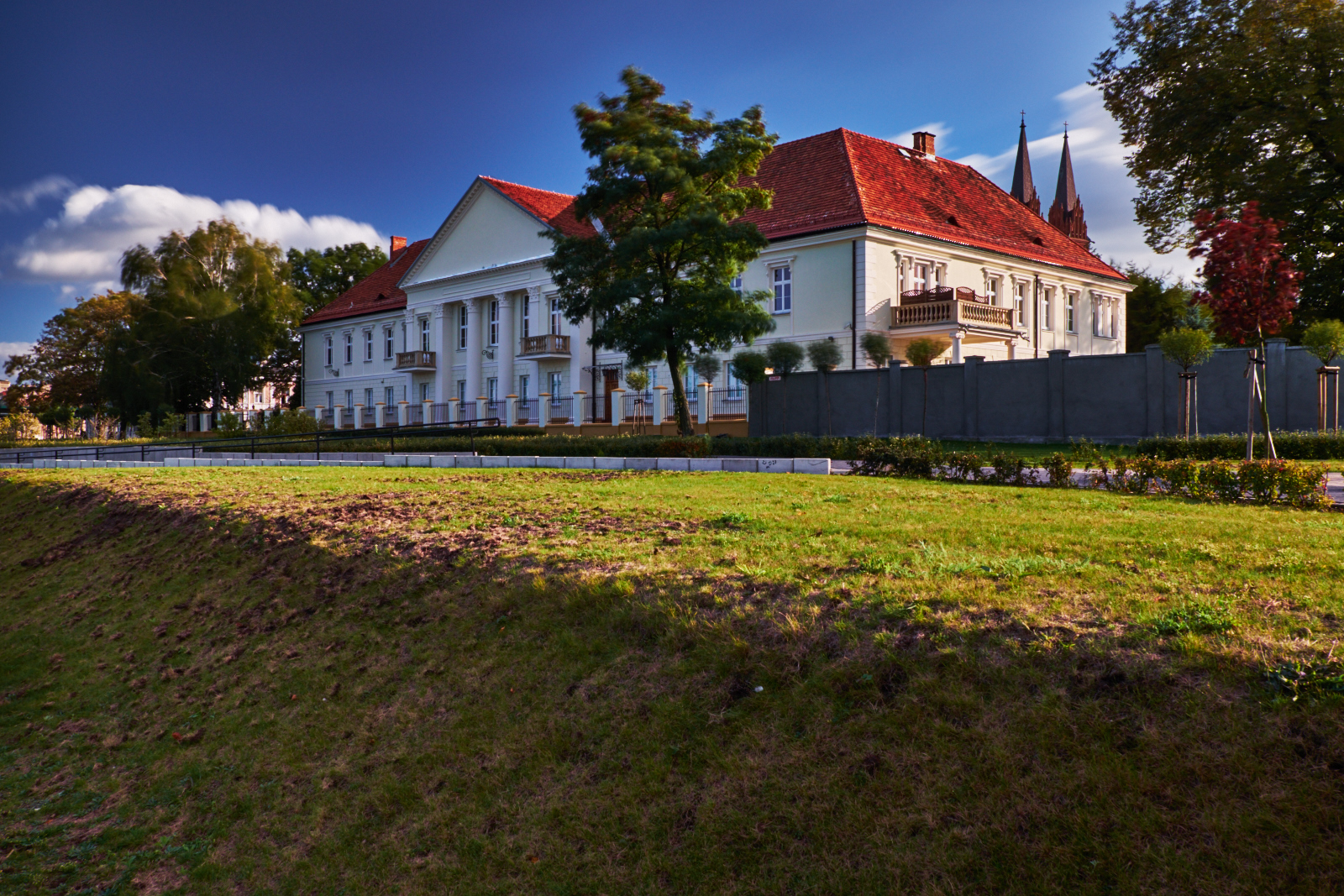
Palais de l'évêque vu de la promenade

- Palais de l'évêque vu de la promenadeLe long de la rue des Boulevards du Maréchal Józef Piłsudski, il y a de nombreuses maisons historiques, ainsi que d'autres bâtiments importants pour l'histoire et la culture de la ville. Ce sont (dans l'ordre du plus petit au plus grand numéro de police) :
- Complexe des écoles de chimie de Maria Skłodowska-Curie, 4 rue Bulwary, au coin de la rue Ogniowa.
- Complexe des écoles techniques (le bâtiment construit en 1924), enregistré dans la rue Ogniowa, le terrain de sport adhérait à la rue Browarna.
- Lycée Maria Konopnicka n° III (le bâtiment érigé dans les années 1926-1930), enregistré au Bechi 1, adjacent à la rue Boulevards.

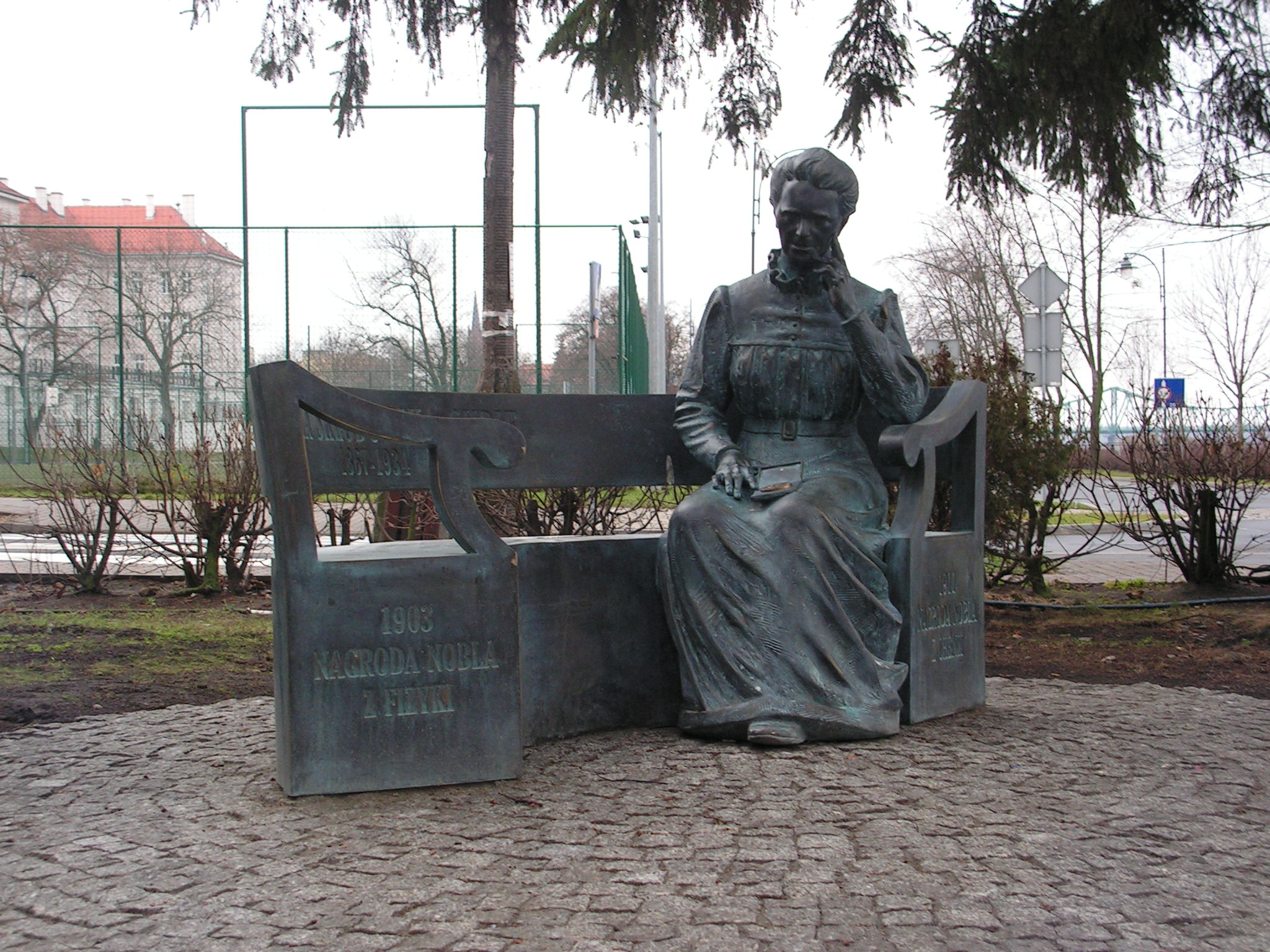
Banc de Maria Skłodowska-Curie devant le Complexe des écoles de chimie, 2019

- Banc de Maria Skłodowska-Curie devant le Complexe des écoles de chimie, 2019Ancienne villa de Felix Steinhagen (construite entre 1923 et 1925), aujourd'hui siège de représentation du Bureau du maréchal de la voïvodie de Coujavie-Poméranie avec un point d'information sur les subventions européennes, enregistré au Bechi 2, adjacent à la place de la rue du Boulevard.
- Monument aux travailleurs (Pomnik Ludzi Pracy), inauguré en 1978, sur la place de la rue des Boulevards.
- Une maison d'habitation historique, actuellement le siège du Bureau du travail de la voïvodie à Toruń, une filiale à Włocławek, 5b rue Bulwary, construite en 1950[15].
- Musée ethnographique, dont un bâtiment est un grenier construit en 1848, actuellement le siège de la filiale du Musée de la Coujavie et de la région de Dobrzyń, 6 rue Bulwary, à l'angle des rues Towarowa et Szpichlerna.
- Le grenier a été construit en 1842, actuellement l'entrepôt du Musée de la Coujavie et de la région de Dobrzyń, 9 rue Bulwary, à l'angle du 8 rue Szpichlerna et de la rue Rybacka.

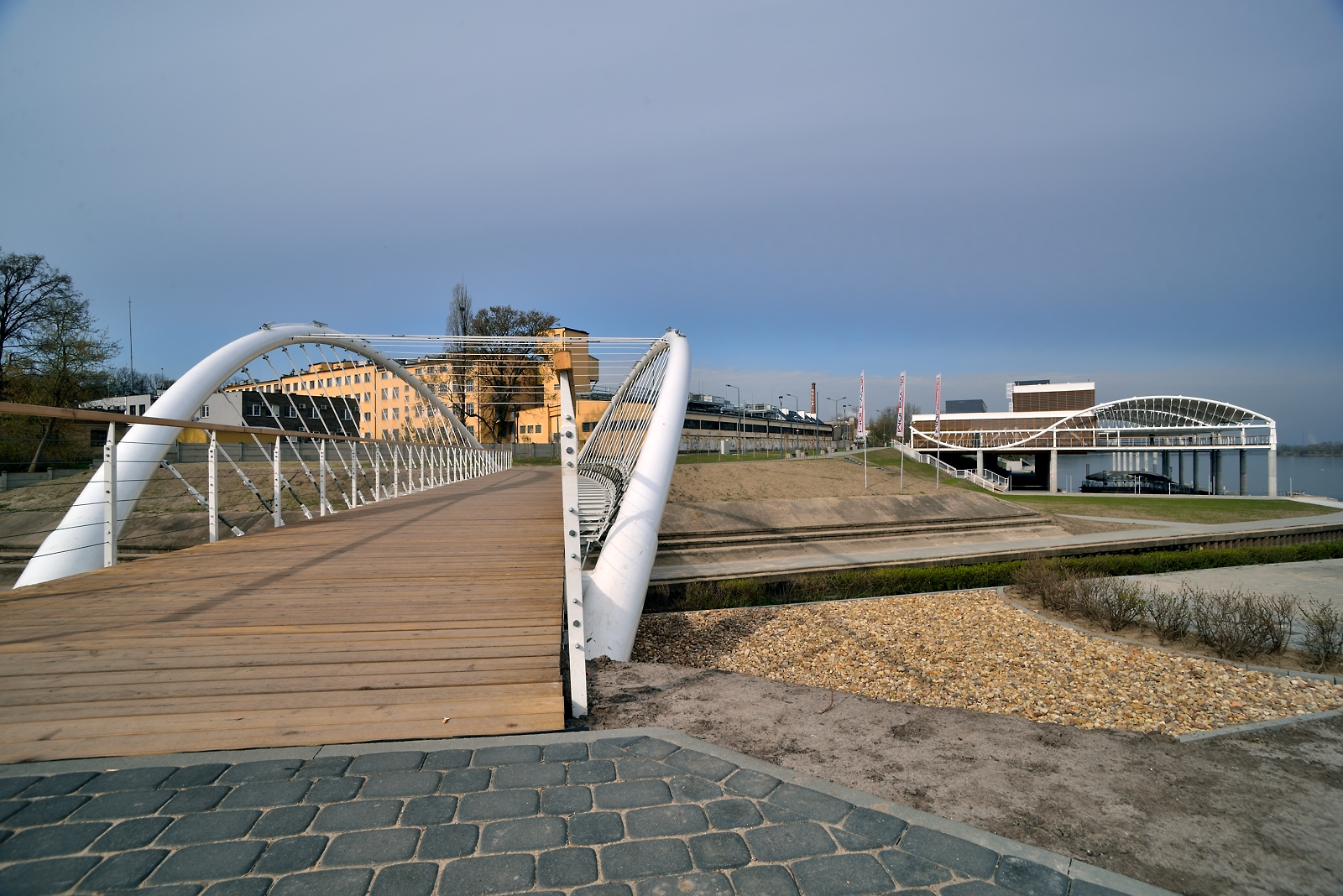
Marina à l'estuaire de Zgłowiączka à la Vistule

- Marina à l'estuaire de Zgłowiączka à la VistuleBâtiment résidentiel historique, construit en 1910, enregistré dans la rue Browarna 2, à l'angle de la rue Bulwary[15].
- Bâtiment résidentiel historique, construit en 1937, enregistré dans la rue Browarna 15[15].
- Bâtiment résidentiel historique, construit en 1938, enregistré dans la rue Browarna 16[15].
- Bâtiment résidentiel historique, construit au début du XXe siècle, enregistré dans la rue Browarna 17[15].
- Ancien grenier à grains, aujourd'hui une maison d'habitation, construite vers 1900, 18 rue Bulwary (à l'angle de la rue st. Jean 1).
- Église Saint-Jean-Baptiste, construite au XVIe siècle.

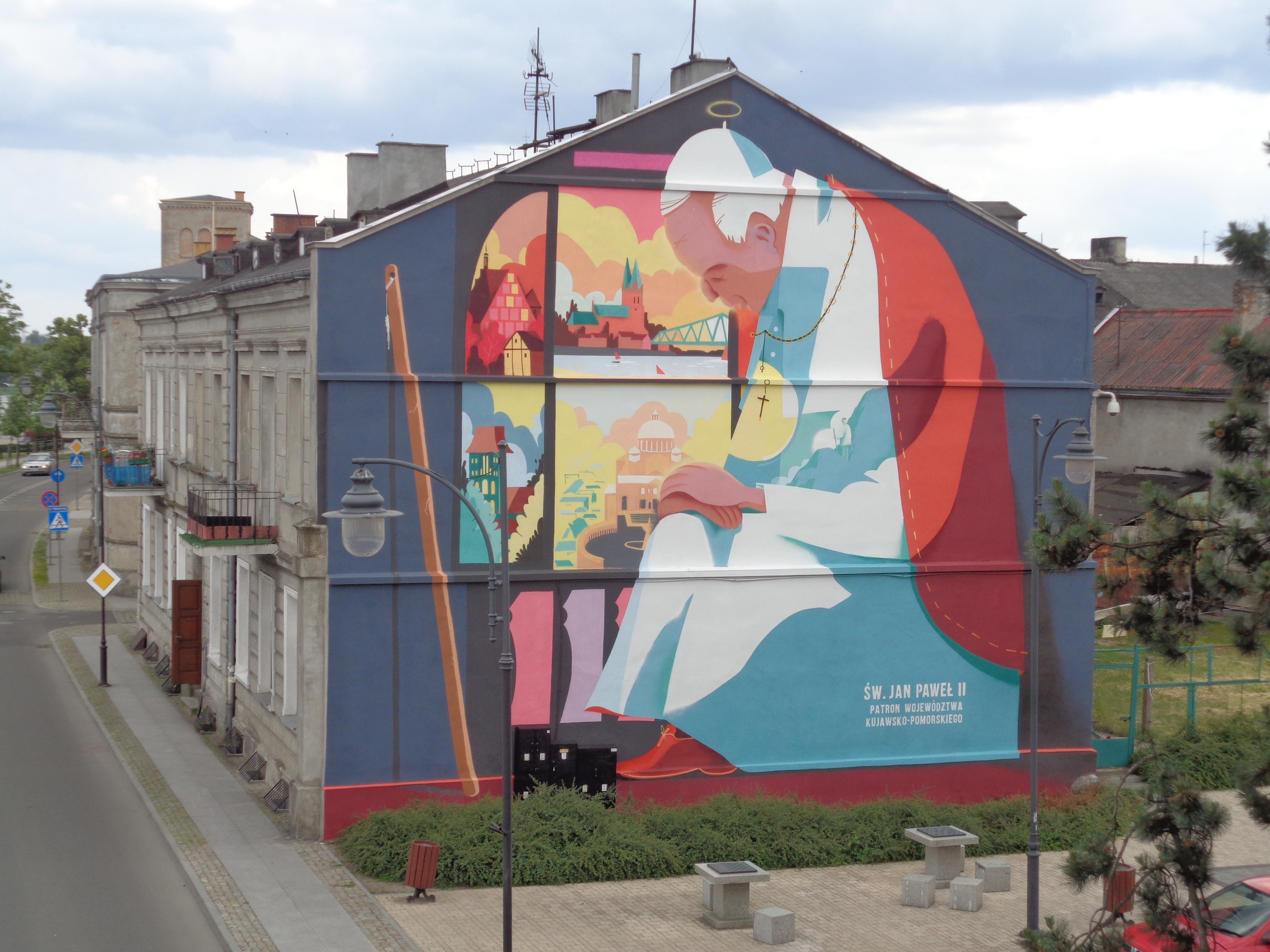
Une peinture murale représentant Jean-Paul II

- Bâtiment résidentiel, construit en 1842, un monument prévu pour être inscrit au registre, enregistré à la rue 2 Maślana, adjacent aux Boulevards[15].
- Une peinture murale représentant Jean-Paul II Bâtiment résidentiel, construit en 1881, brûlé en 1996 et reconstruit en 1998, un monument prévu pour être inscrit au registre, 22rue  Bulwary, à l'angle avec rue Wiślana 1[15].
- Bâtiment résidentiel historique, construit en 1902, ancien siège du Club des donneurs de sang honoraires de la Croix-Rouge polonaise et du Club d'aide aux enfants diabétiques, 24 rue Bulwary[15].
- Bâtiment résidentiel, construit en 1901, un monument prévu pour être inscrit au registre, 25 rue Bulwary[15].
- Bâtiment résidentiel, construit en 1910, un monument prévu pour être inscrit au registre, 27 rue Bulwary[15].
- Bâtiment résidentiel, construit en 1902, un monument prévu pour être inscrit au registre, 24 rue Bulwary, à l'angle avec rue Gdańska 1[15].
- Palais de l'évêque - un ancien château, construit au XIVe siècle et reconstruit à plusieurs reprises, est situé au bout de la rue Gdańska.

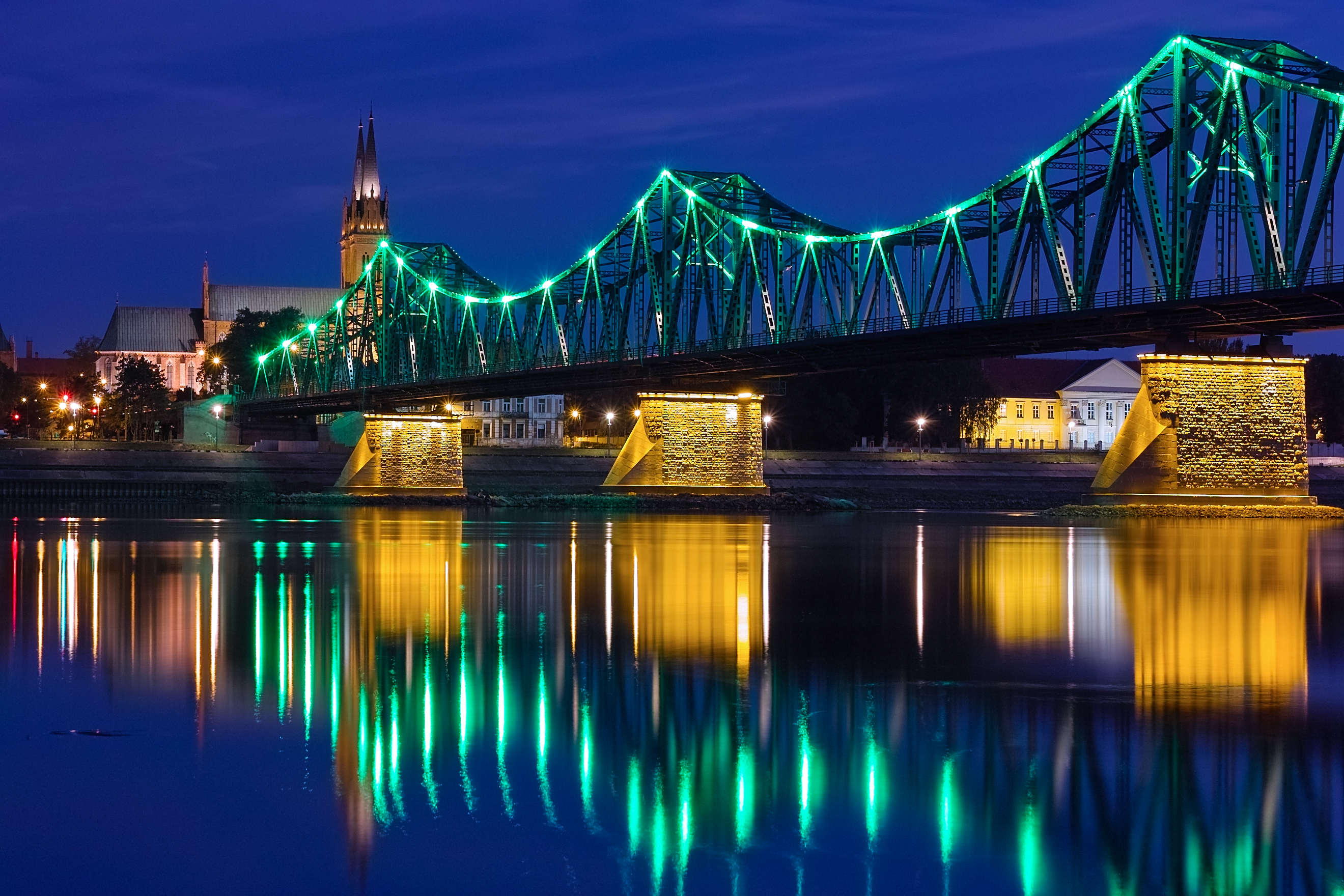
Vue sur le pont Edward Rydz-Śmigły

- Vue sur le pont Edward Rydz-Śmigły Port fluvial de Jerzy Bojańczyk, ouvert en 2014. Il est situé dans la rue Piwna, mais est relié aux Boulevards par une passerelle construite spécialement à ce but.

Le pont Edward Rydz-Śmigły passe également au-dessus de la rue. Près du pont se trouvent des échiquiers en plein air et un monument soulignant l'endroit où, au Moyen-Âge, la frontière entre Civitas Cathedralis (ville-cathédrale), une zone appartenant directement aux évêques de Coujavie, et Civitas theutonicalis, une zone où les marchands s'installaient.  

### Bâtiments non préservés

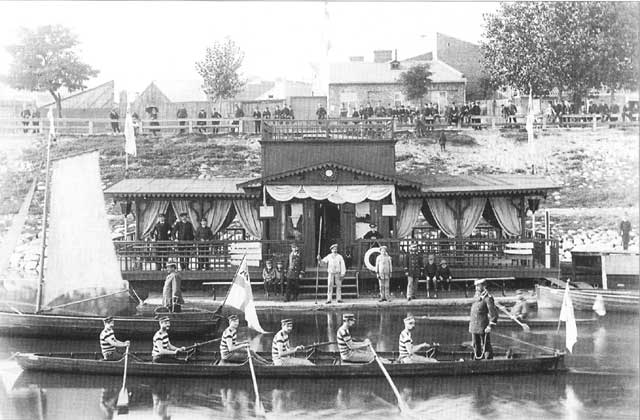
Marina sur la Vistule (non maintenue) dans une photographie de Bolesław Sztejner

Dès le XIXe siècle, les vestiges de la cathédrale Saint-Stanislas [3] du XIIIe siècle, qui possédait également un cimetière, existaient sur les Boulevards. Elle était située à la place où se trouvent les bâtiments actuels, au 27 rue Bulwary (à l'angle avec la rue 2 Bednarska) et au 28 rue Bulwary (à l'angle avec le 1 rue Gdańska). En 1902, lors de la construction d'une maison de ville encore en place aujourd'hui, une crypte de pierre a été découverte à cet endroit ainsi que les restes des tombes du cimetière de l'église. D'autres tombes ont été découvertes dans les années 1990 à la place où la maison de rapport est adjacente au bâtiment du 27 rue Bulwary à l'angle avec le 2 rue Bednarska. En 2011, lors de la reconstruction du bâtiment du 3 rue Gdańska, d'autres tombes de l'ancien cimetière ont été découvertes.    
Parmi les bâtiments d'origine de la rue, les maisons de pêcheurs étaient situées à côté des greniers, également non conservés jusqu'à aujourd'hui.
À la fin du XIXe siècle, la première marina de la Włocławek association d'aviron a été construite sur le boulevard de la Vistule, qui n'a pas été conservée jusqu'à aujourd'hui.   
En 1930, dans la place de la rue des Boulevards, un monument au maréchal Józef Piłsudski a été inauguré, détruit en 1940 pendant l'occupation nazie.  
Sur la Vistule, à la hauteur de la rue Gdańska, il est encore possible d'observer les restes de l'ancien pont flottant, démantelé en 1938.   
En 2017, deux immeubles historiques situés au 12 rue Bulwary (construit en 1930) et au 13 rue Bulwary à l'angle avec le 1 rue Browarna (construit en 1938) ont été démolis,.  

## Galerie

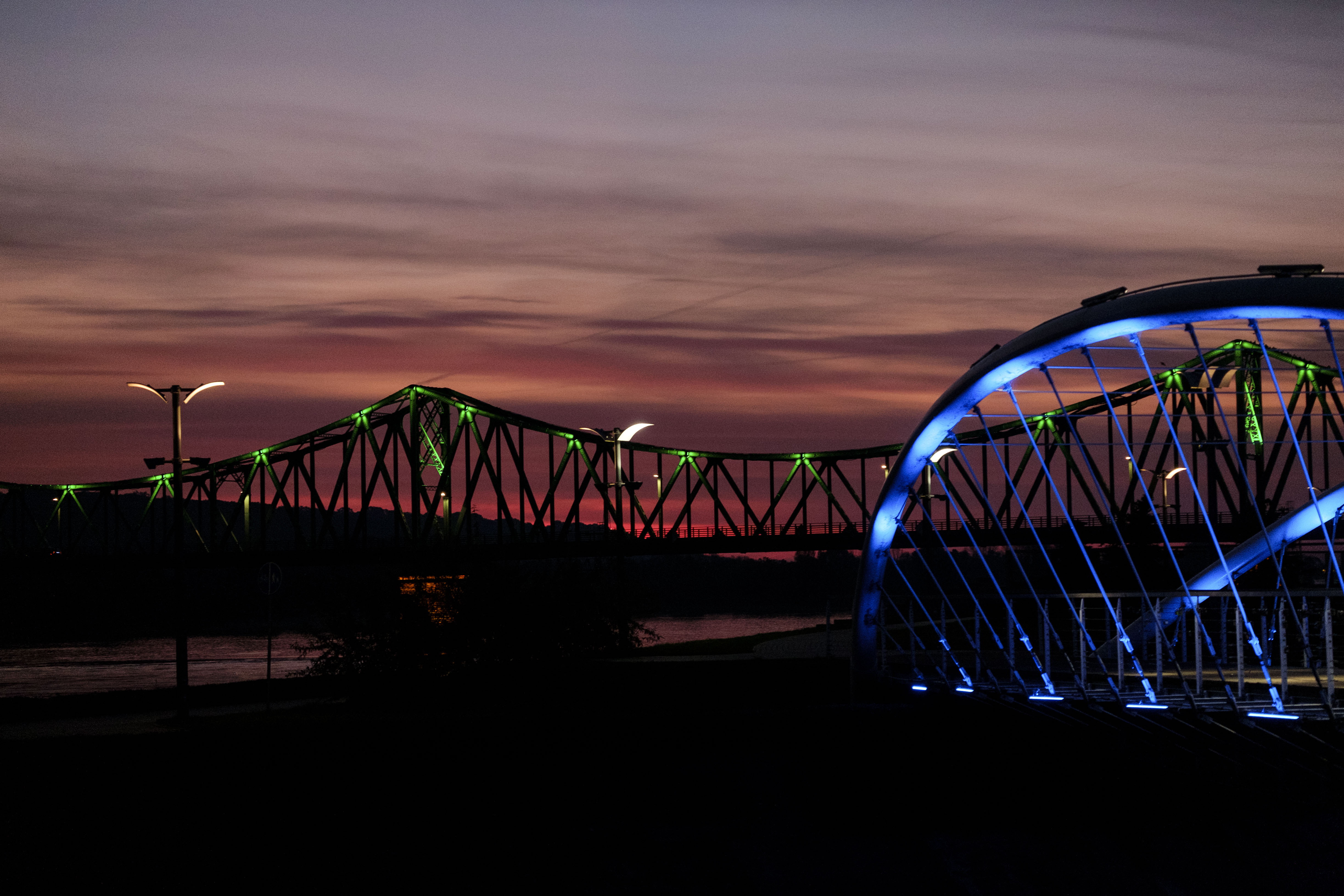
Vue sur le pont Edward Rydz-Śmigły et la passerelle au-dessus de la rivière Zgłowiączka
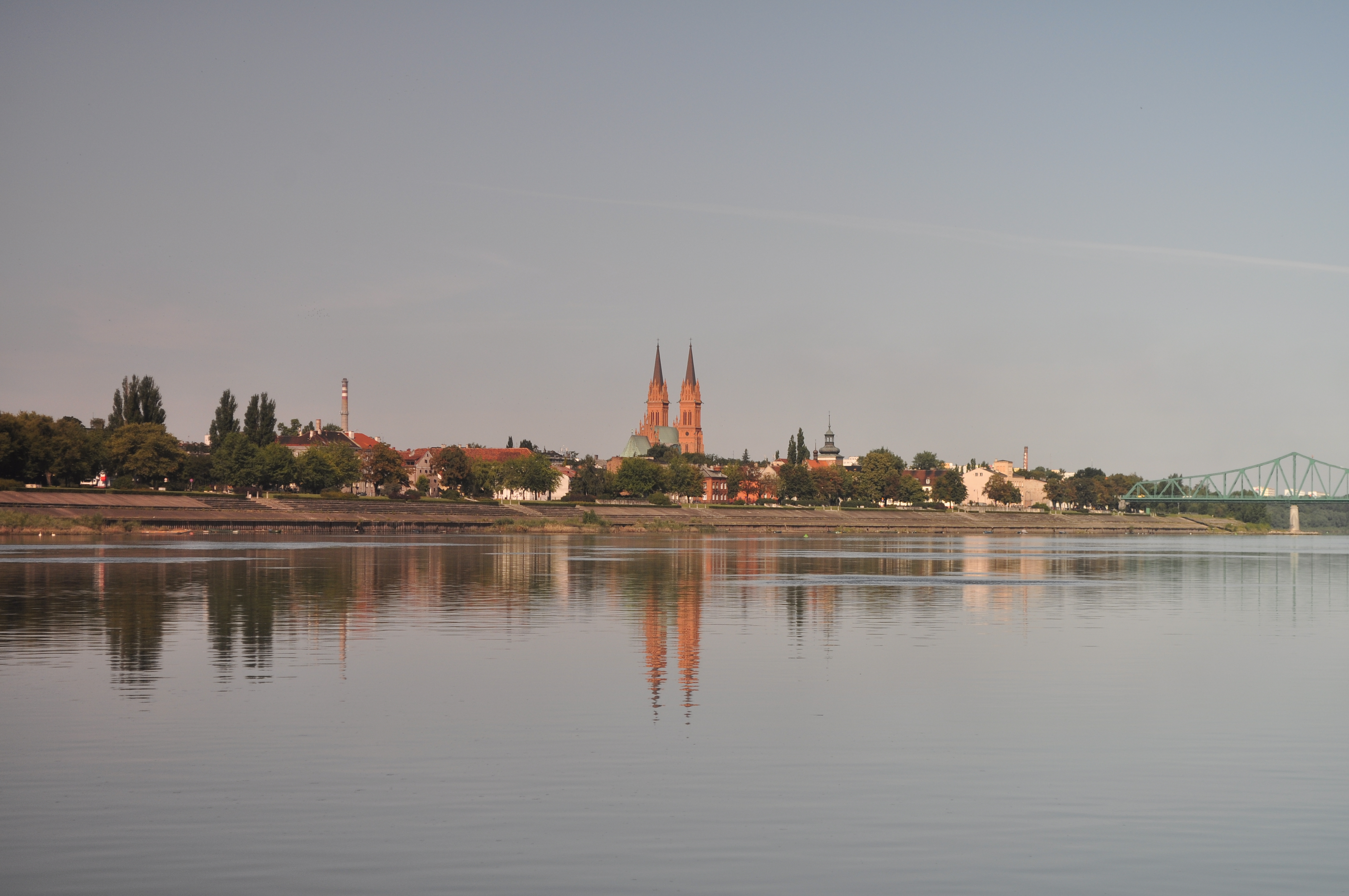
Vue de l'autre côté de la Vistule
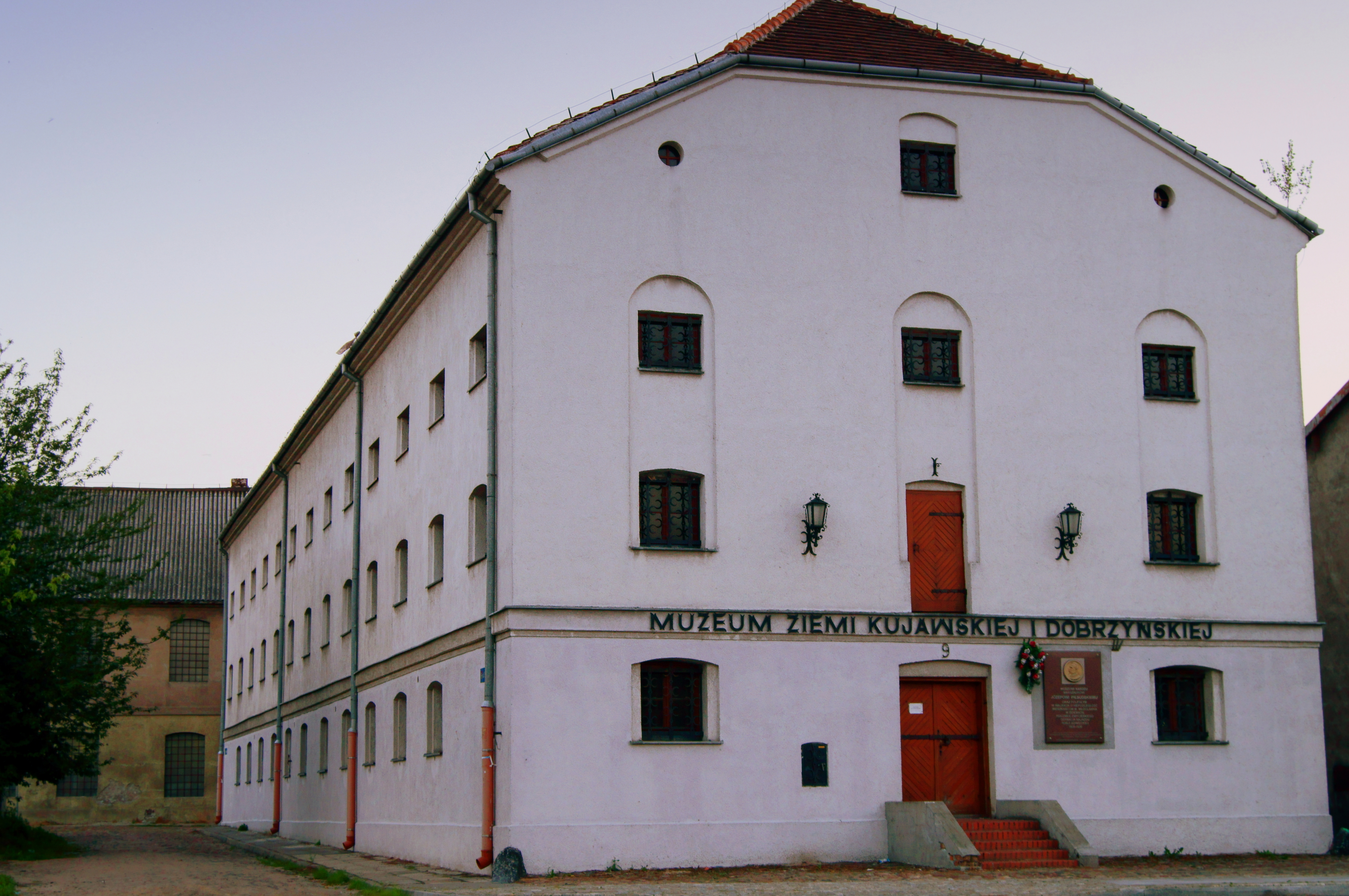
Grenier construit en 1842, actuellement entrepôt du Musée de la Coujavie et de la région de Dobrzyń
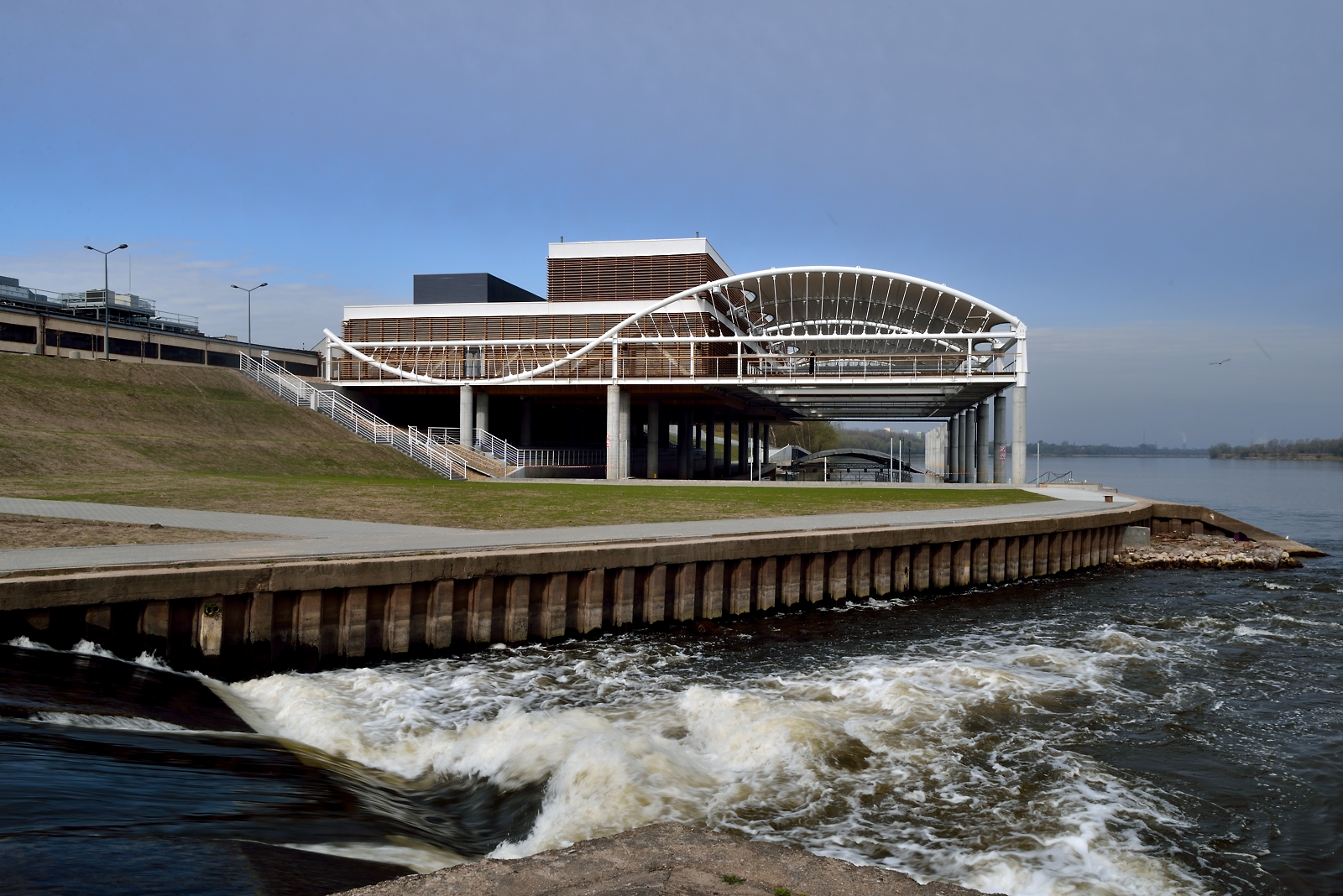
Port fluvial de Jerzy Bojańczyk
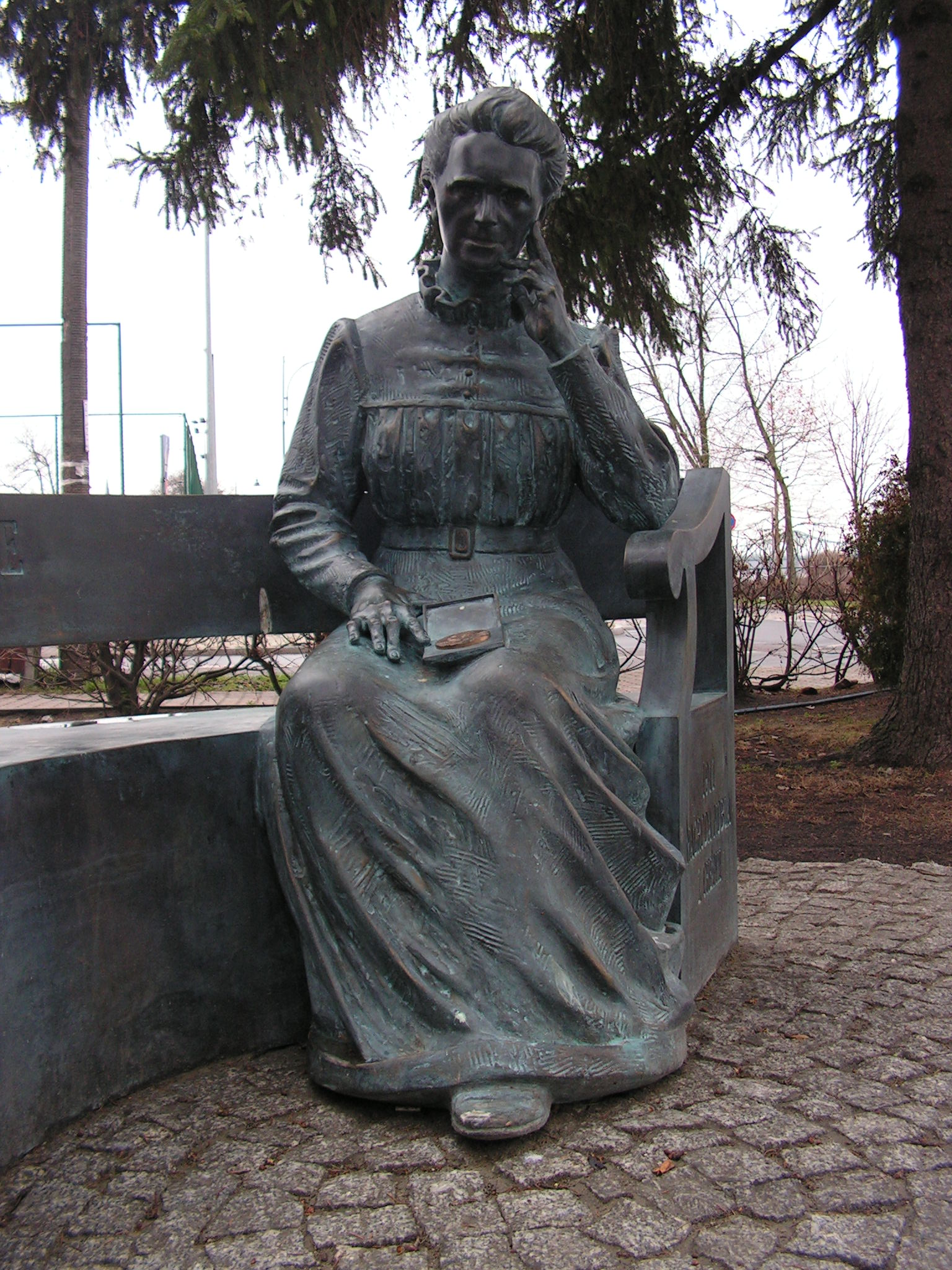
Banc de Maria Skłodowska-Curie à Włocławek
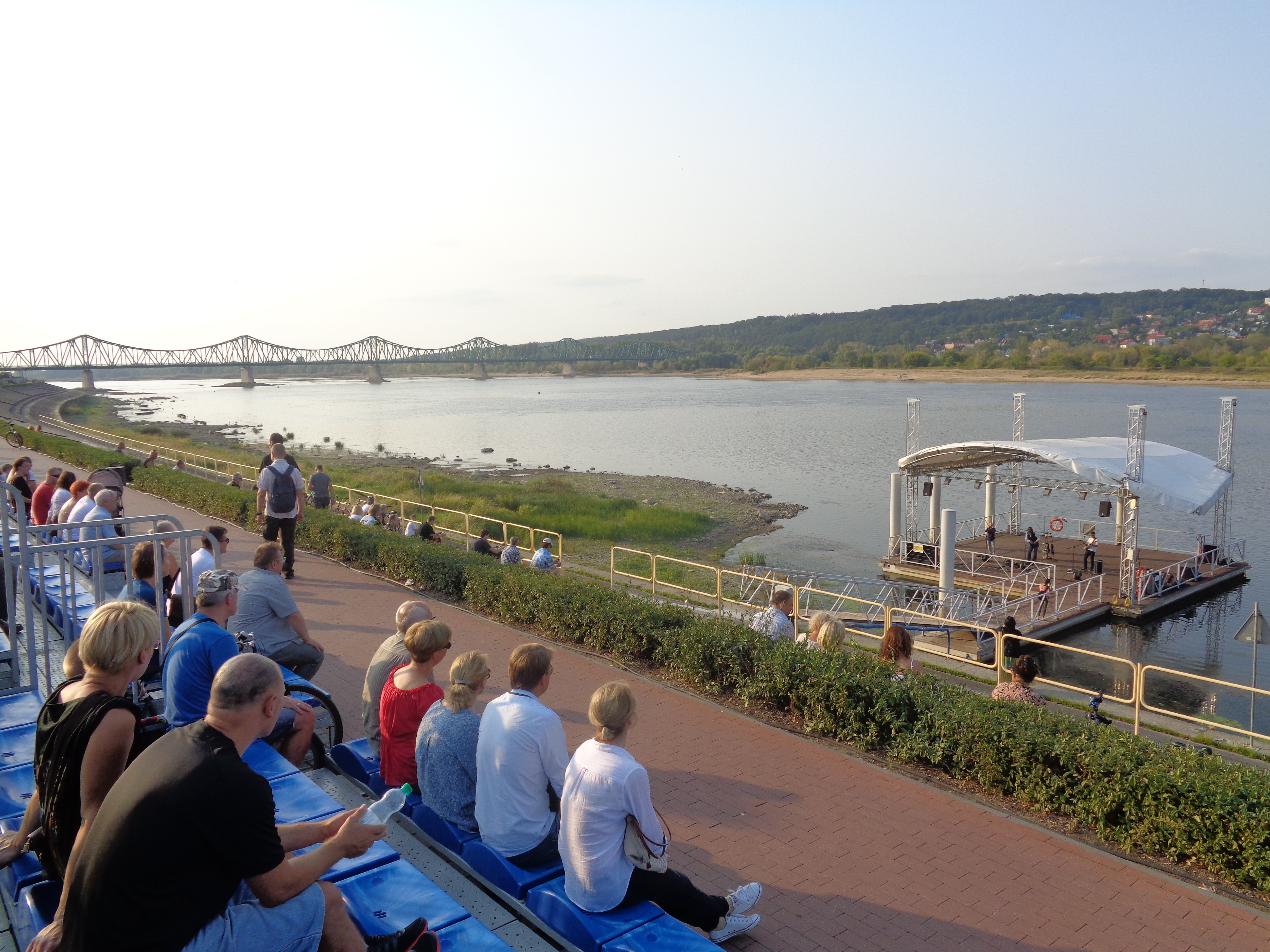
Public utilisant les bancs pendant le concert sur la scène flottante
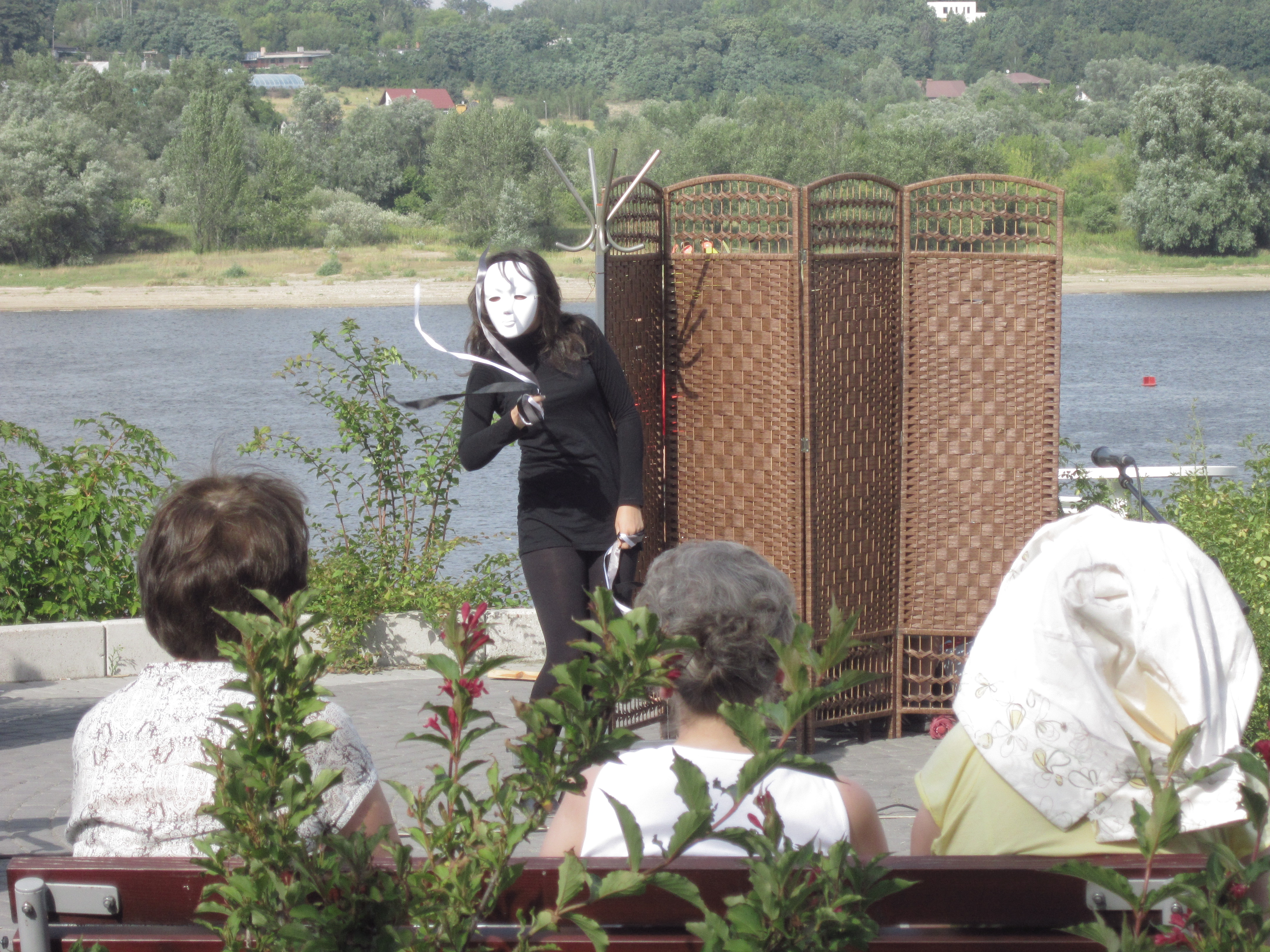
Représentation théâtrale pendent le « Boulevard de l'Art »
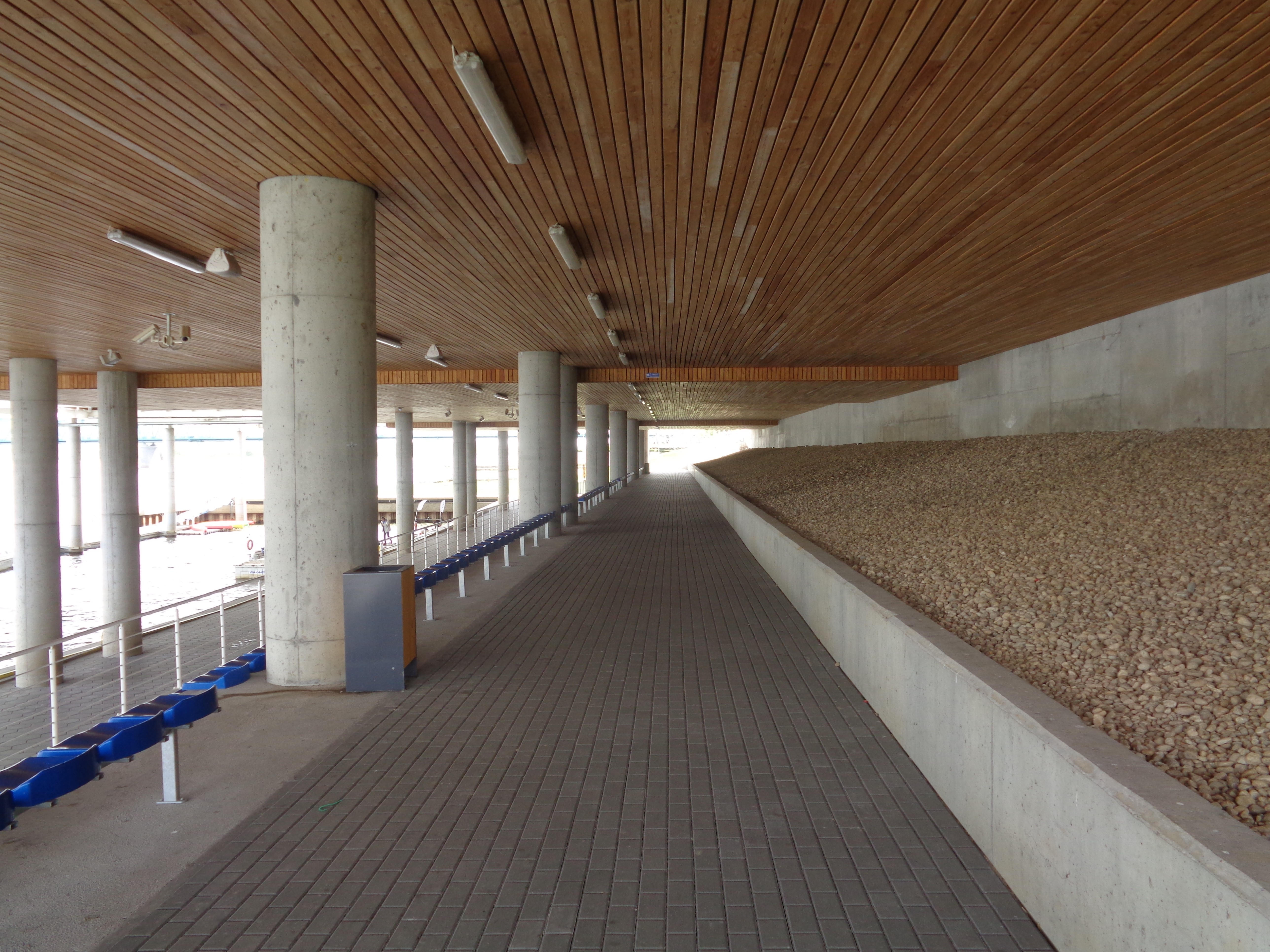
Marina sur la Vistule
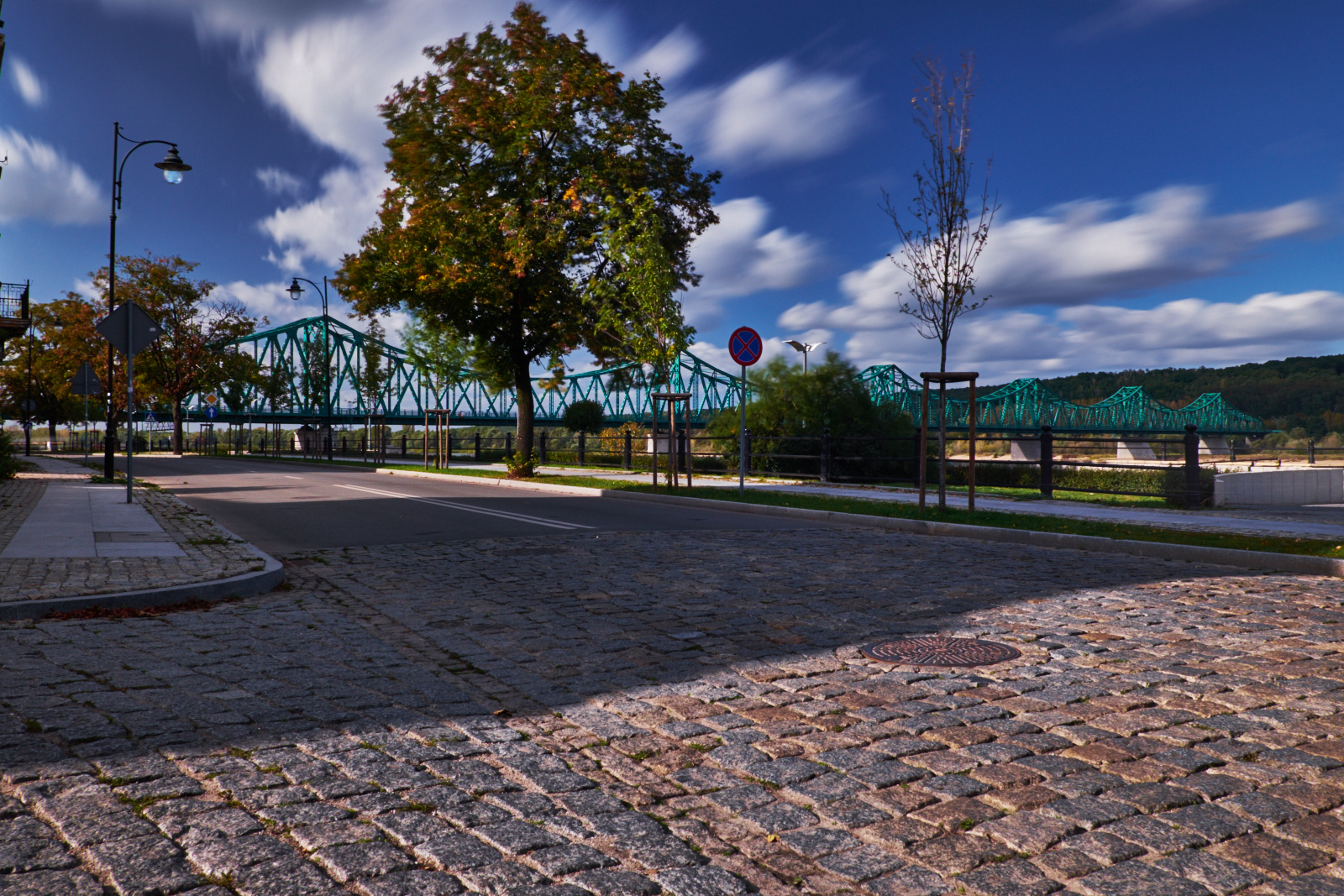
Boulevards du Maréchal Józef Piłsudski à Włocławek
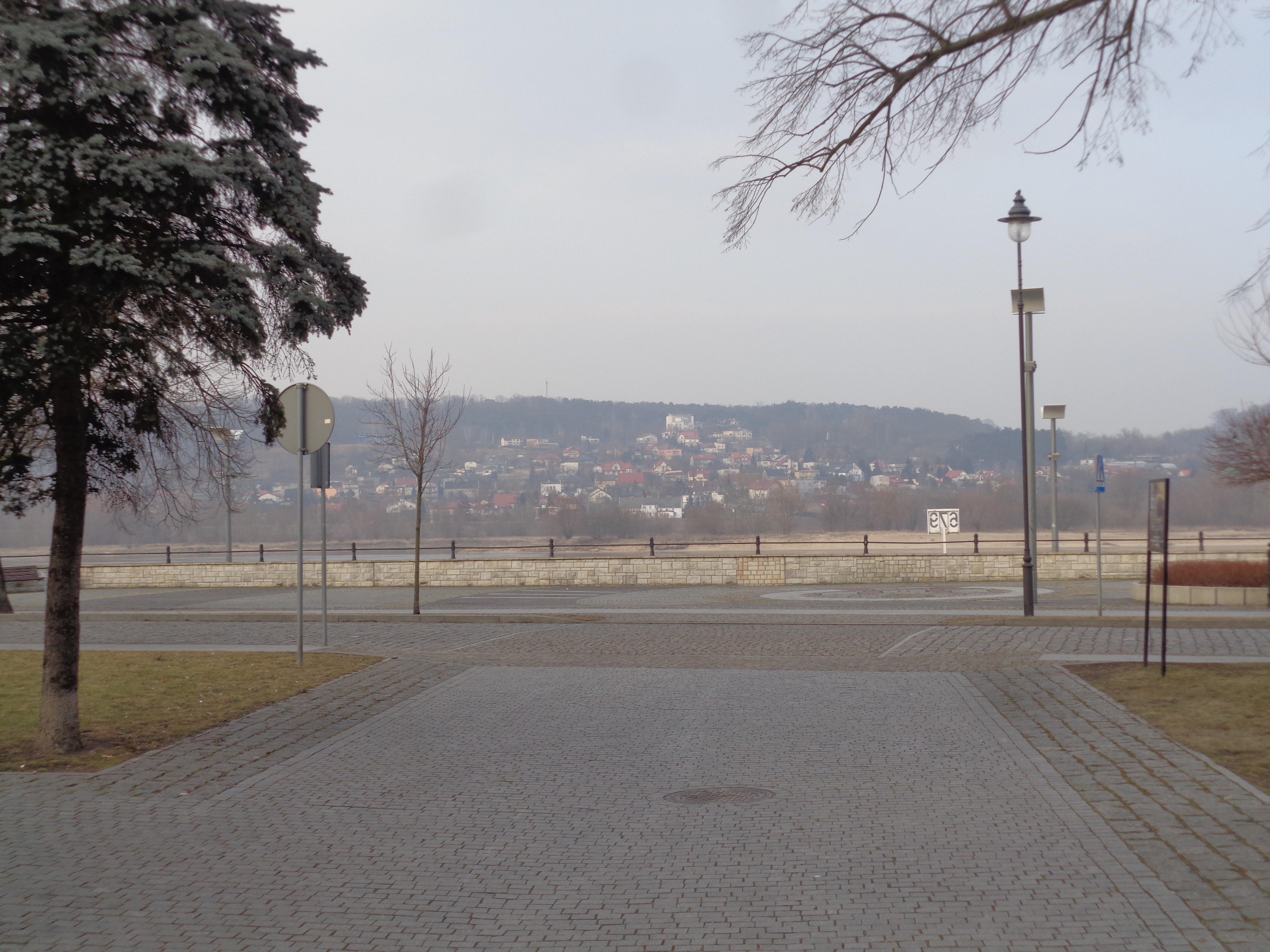
Vue sur les boulevards et le Zawiśle
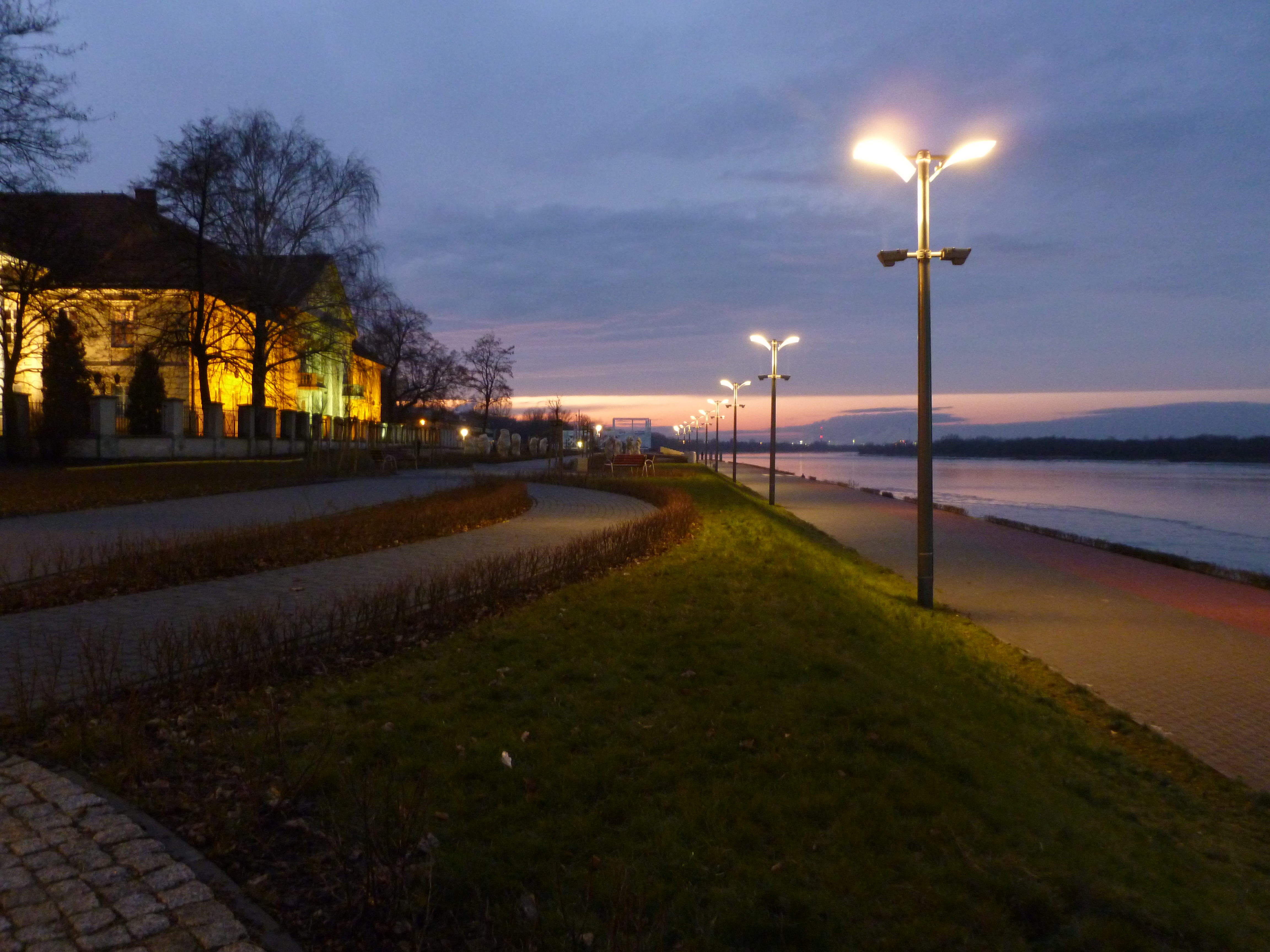
Boulevards du Maréchal Józef Piłsudski de nuit
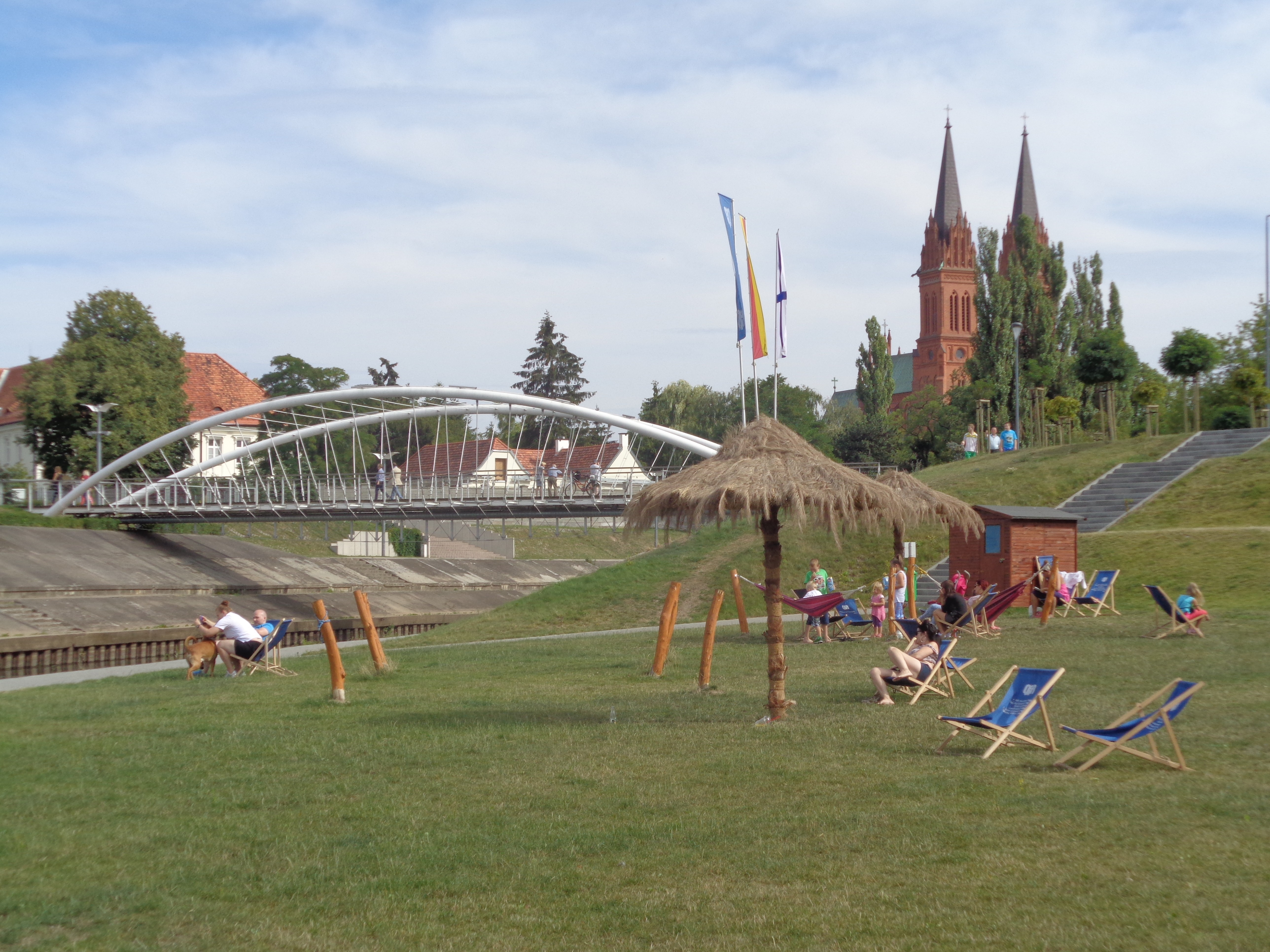
Place à côté du port fluvial de Jerzy Bojańczyk à Włocławek
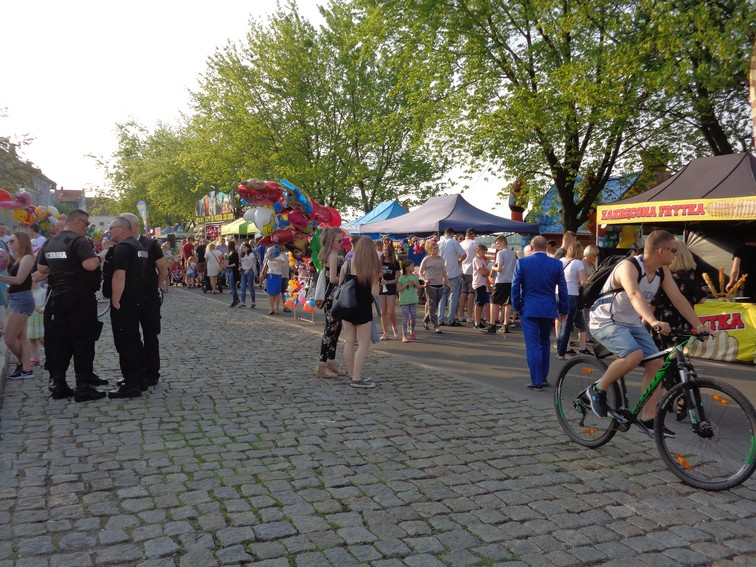
Fête à l'occasion de Majówka sur les Boulevards
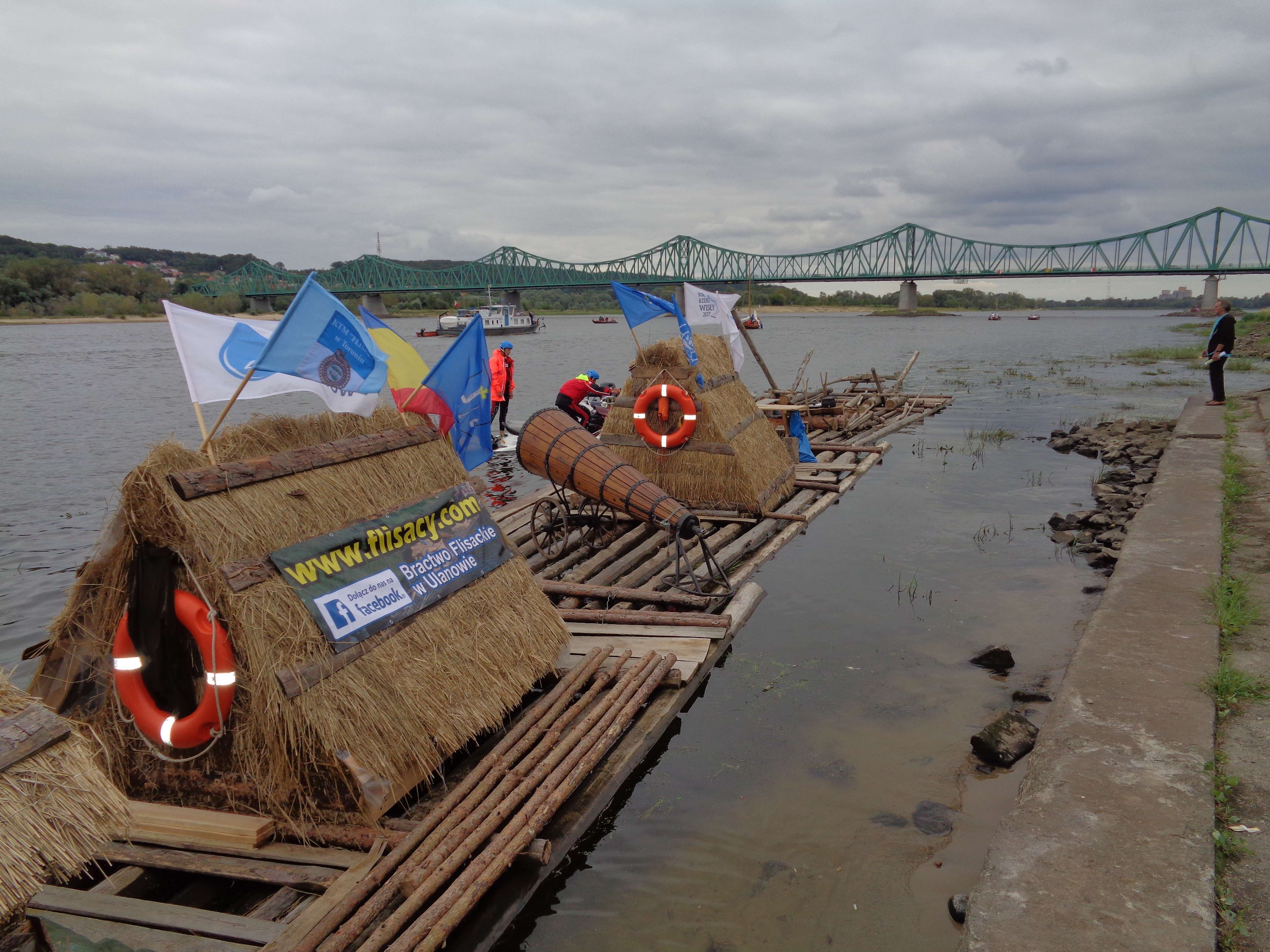
Réplique du bateau flis pendant le Festival de la Vistule dans Włocławek
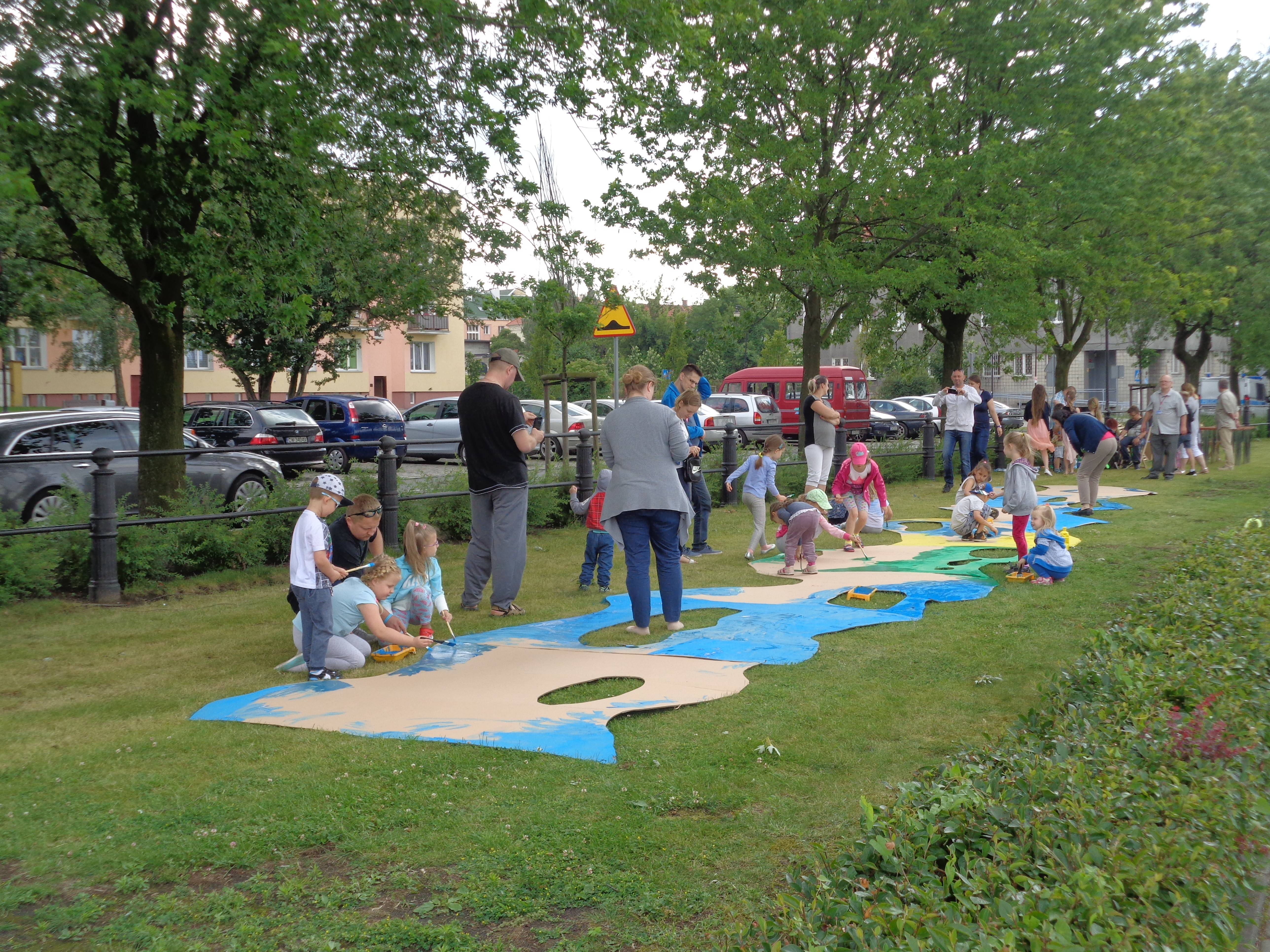
Jeux d'enfants pendant le «Boulevard de l'art et du sport», 2017
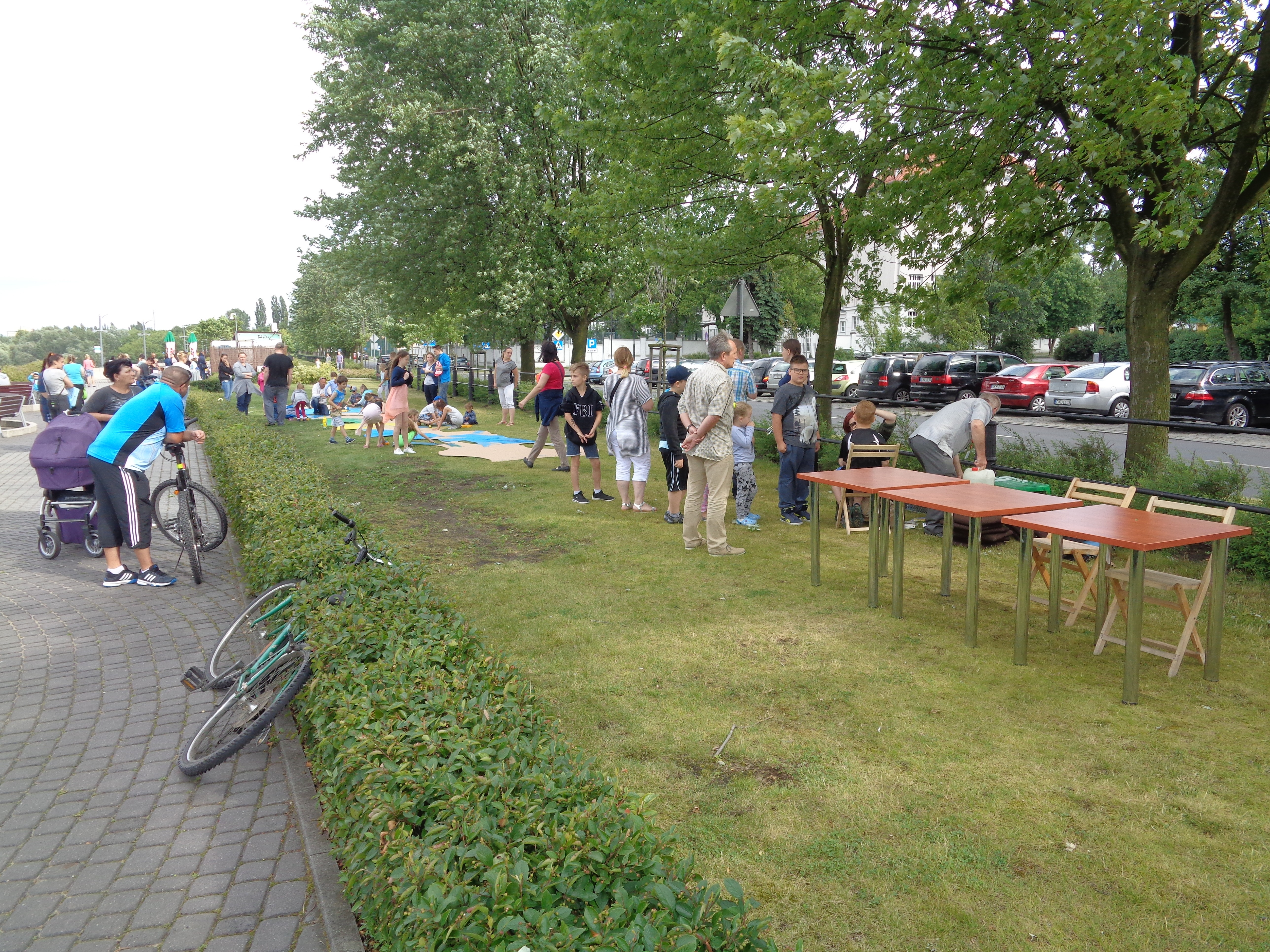
Stands pendant le «Boulevard de l'art et du sport» en 2017 dans Włocławek
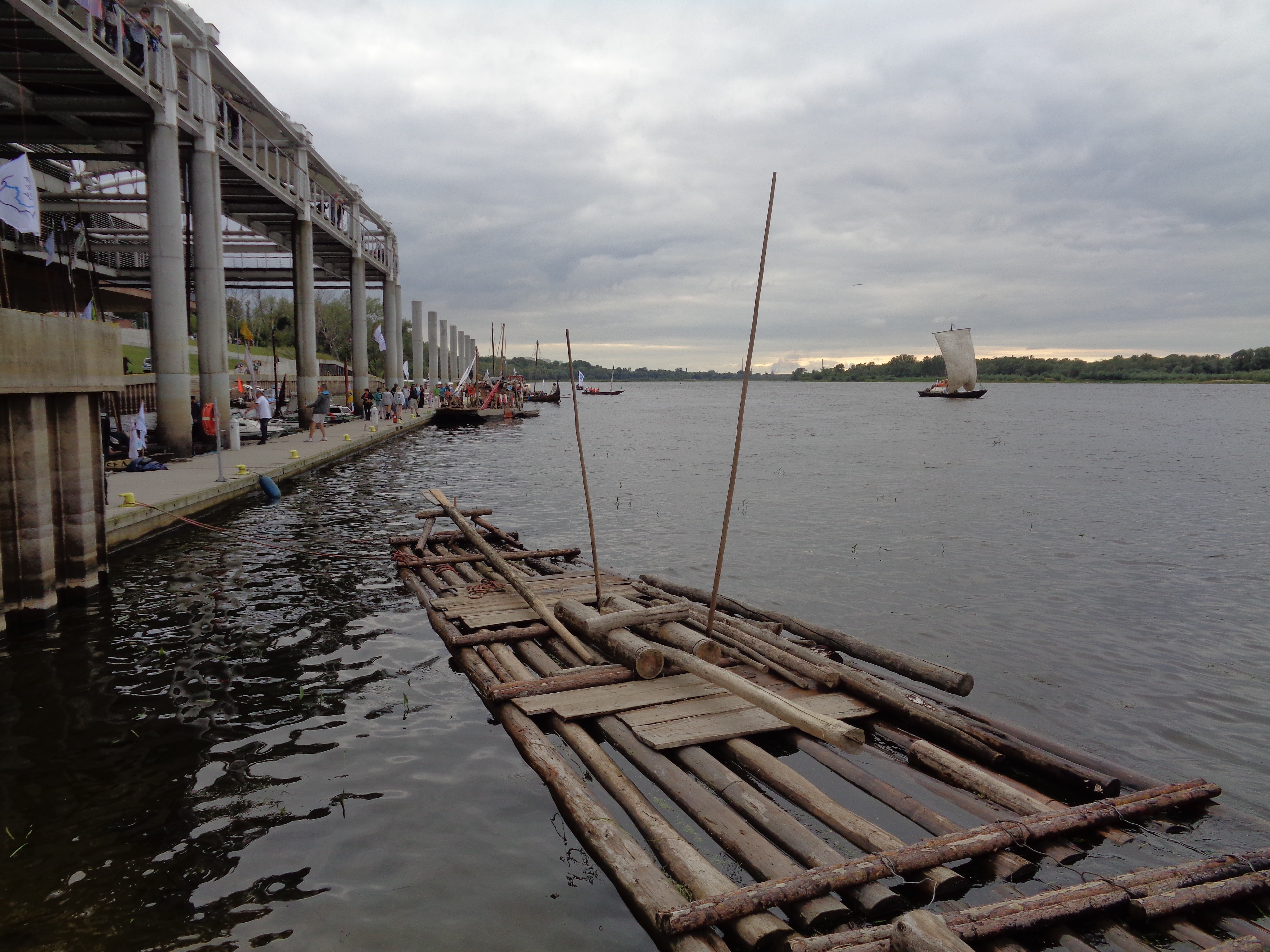
Festival de la Vistule dans Włocławek, 2017
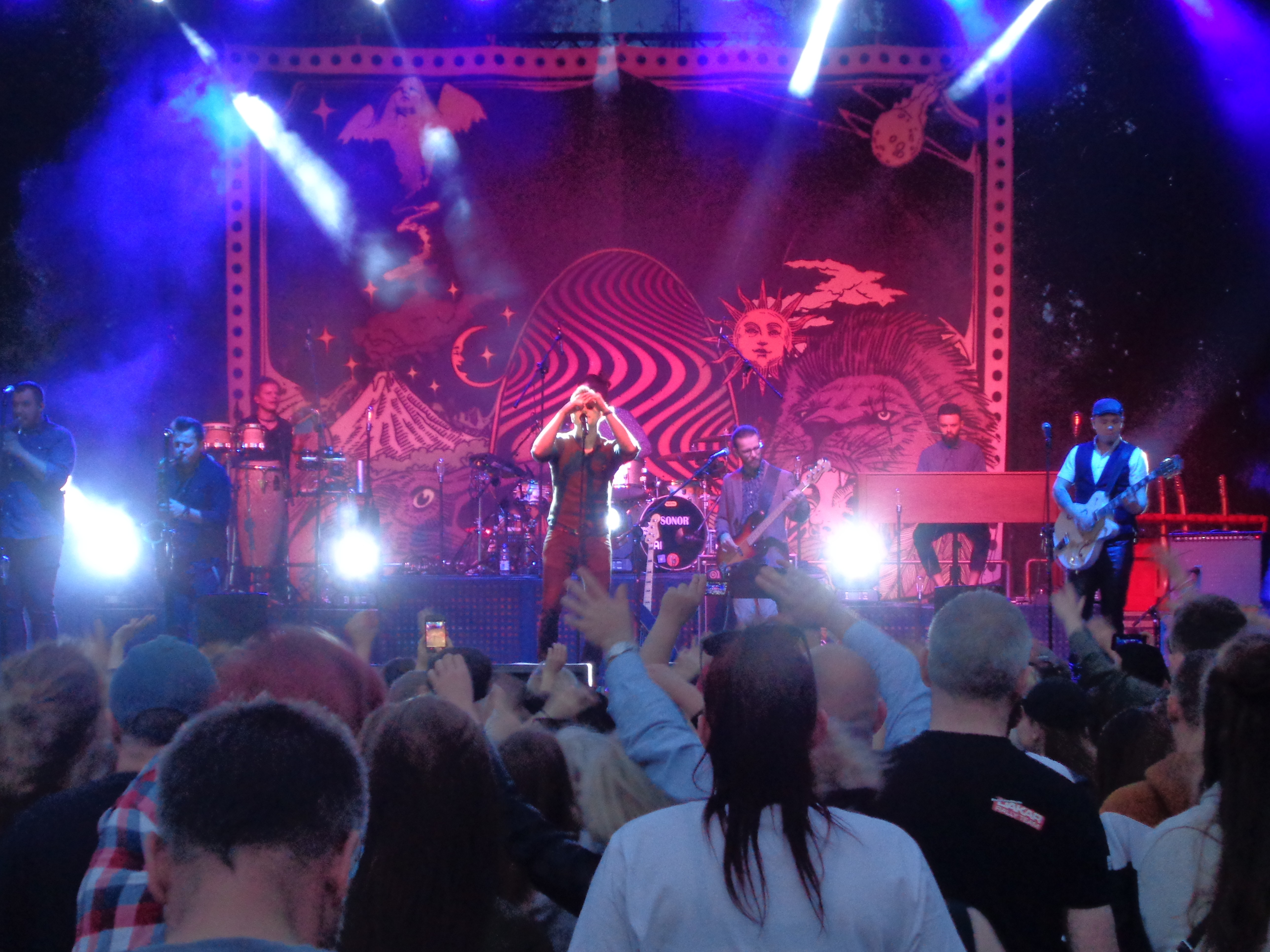
Concert de Mrozu pendant le Majówka sur les Boulevards à Włocławek
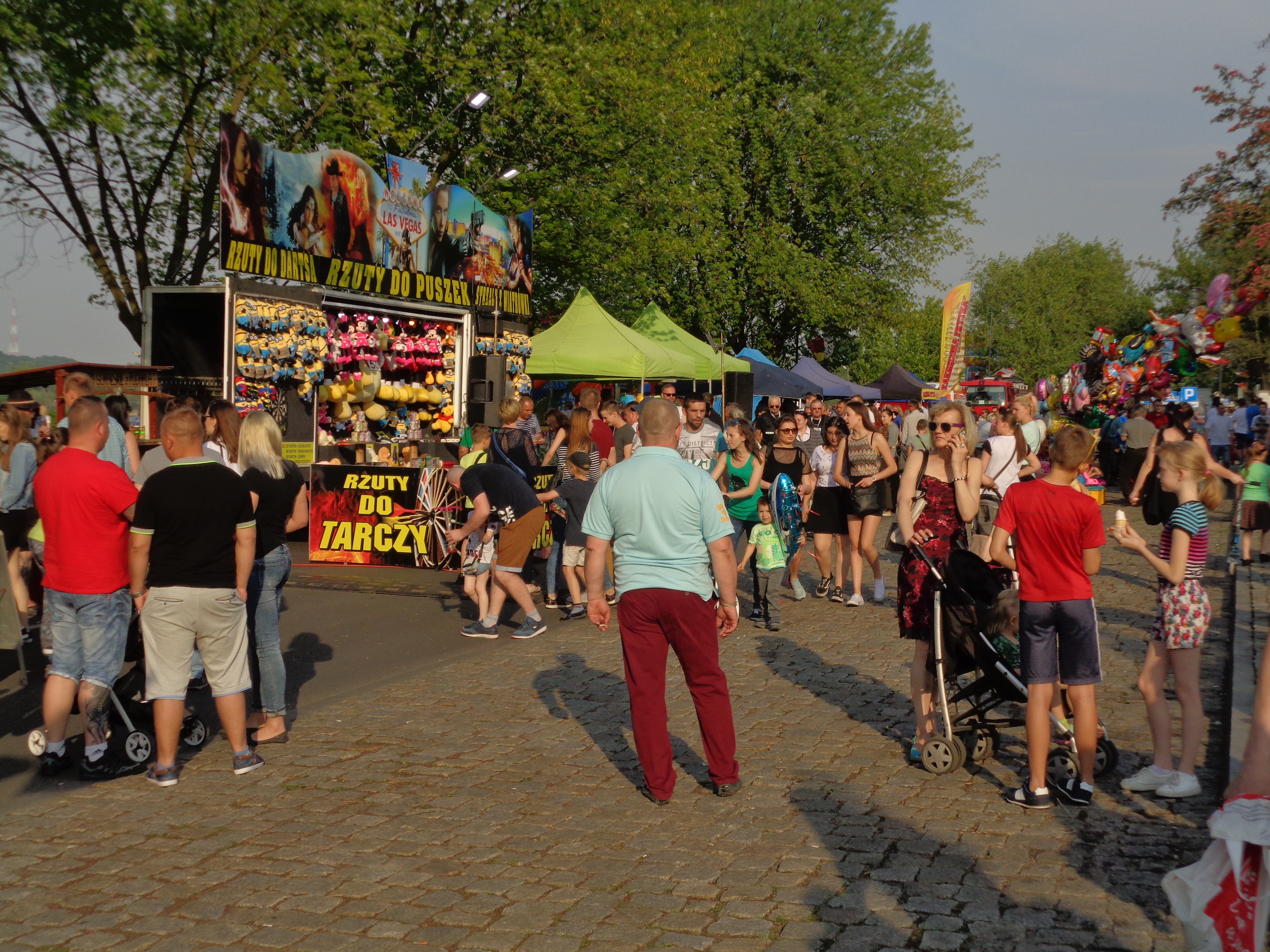
Majówka sur les Boulevards à Włocławek